# ザグレブ
ザグレブ（クロアチア語: Zagreb [zǎːɡreb] ( 音声ファイル)）は、クロアチアの首都。同国最大の都市である。国の北西部、サヴァ川に沿うメドヴェドニツァ山の南斜面に位置し。海抜は122mである。2011年の国勢調査による人口はザグレブ市街が686,568人、ザグレブ市域では792,875人であった。ザグレブ市と周辺の行政的に分かれているザグレブ郡の人口317,642人を合わせたザグレブ都市圏の人口は1,110,517人である。ザグレブはクロアチアでは唯一、100万人を超える都市圏を形成している。
アルプスやディナルアルプス、アドリア海方向へ広がるパンノニア平原南西部の有利な地理的な条件により、中央ヨーロッパとアドリア海を結ぶ良く整備された交通回廊によって周辺地域と結ばれている。ザグレブは交通の要衝である他、産業の集積や科学研究機関、伝統的な産業などでクロアチアで先導する地位にある。また、首都としてクロアチアの中央政府や行政機関、省庁のほとんどがザグレブに拠点を置いている。

## 地理

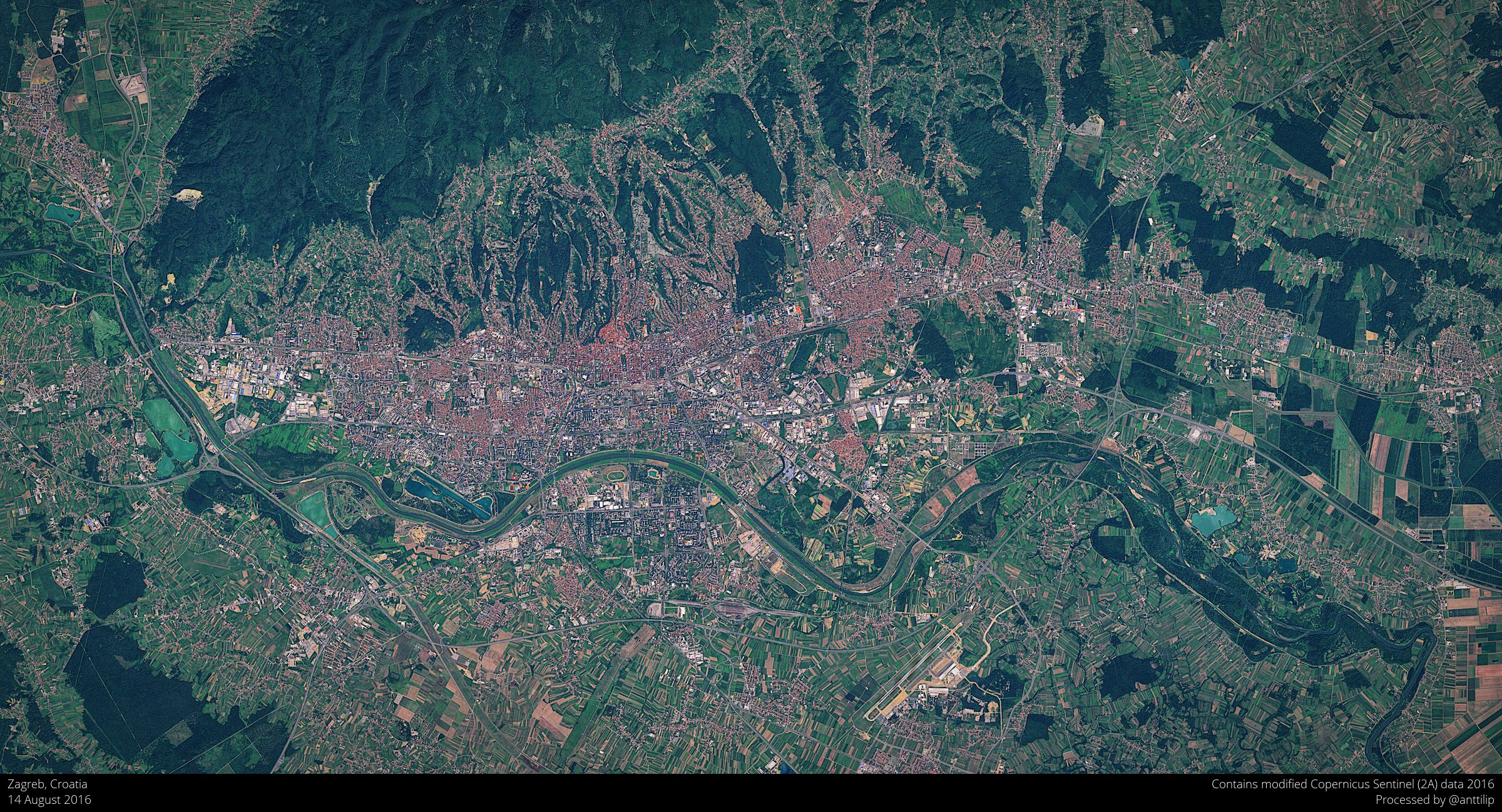
Sentinel-2Aよりザグレブを撮影 2016年

ザグレブ新市街は、南のザグレブ中央駅からバン・ヨシップ・イェラチッチ広場（共和国広場）まで碁盤の目状に広がる。創立300年以上の歴史をもつザグレブ大学、主要官庁などのネオクラシック調の建物とユーゴスラビア時代の建物、新しい高層ビルが混然としている。共和国広場から坂を上がると（世界一短距離のケーブルカーあり）、ザグレブ大聖堂、サン・マルコ教会がある。そこから北に向かって旧市街が広がる。ここにはゴシック様式とバロック様式の建物が多く、中世の町並みがよく残っている。
メドヴェドニツァ山脈 (Zagrebacka gora) は最高峰スリェメ山 (1,033m) をいただき、そこからザグレブ都市圏、サヴァ川、クーパ谷、フルヴァツコ・ザゴリェ (Hrvatsko Zagorje) 地方を望むすばらしいパノラマ展望を得られる。天候がよければ山頂からは、ヴェレビト山 (Velebit) や、スロベニア近くにある雪をかぶったジュリアンアルプスまで望むことが出来る。ハイカーに宿とレストランを提供する山小屋がいくつかある。スキーヤーならば、4本のスキーコースと3つのスキーリフト、1つのチェアリフトを持つスリェメを訪れる。
古都メドヴェドグラード (Medvedgrad) は13世紀に建てられた中世の城塞都市で、最近修復されたものだが、メドヴェドニツァの丘の特別な観光名所である。そこから市内の西側を見下ろすことができ、また「祖国の殿堂」がある。これは絶えず灯明が灯っている記念建造物で、通例は国民の祝日に、歴史上祖国のために倒れた全ての英雄にクロアチアが崇敬を払うための場所である。

### 気候
温暖湿潤気候でケッペンの気候区分ではCfaに属し、湿潤大陸性気候との境界近くに位置する。ザグレブは四季がはっきりしており、夏は暑く冬は寒くなり乾季は無い。平均気温は冬季で-0.5℃、夏季は22.0℃で、特に5月以降は暑さが増し30℃以上の日が毎年夏には年平均17日程度ある。
冬季には降雪が12月から3月にかけて見られ、同様に降雨もあり10月から12月にかけての秋季には霧が発生する。
今までの最高気温は1950年7月に40.4℃を記録し、最低気温は-27.3℃を1956年2月に記録している。
北緯45度に位置するにもかかわらず、北大西洋海流の影響により、冬季の気温が高い。低緯度である北緯35度から北緯40度に位置する飛騨地方や長野県、東北地方内陸部よりも冬季の日平均気温と平均最低気温が高く、降雪量も少ない。
| ザグレブの気候                                          | ザグレブの気候 | ザグレブの気候 | ザグレブの気候 | ザグレブの気候 | ザグレブの気候 | ザグレブの気候 | ザグレブの気候 | ザグレブの気候 | ザグレブの気候 | ザグレブの気候 | ザグレブの気候 | ザグレブの気候 | ザグレブの気候 |
| 月                                                      | 1月            | 2月            | 3月            | 4月            | 5月            | 6月            | 7月            | 8月            | 9月            | 10月           | 11月           | 12月           | 年             |
| ------------------------------------------------------- | -------------- | -------------- | -------------- | -------------- | -------------- | -------------- | -------------- | -------------- | -------------- | -------------- | -------------- | -------------- | -------------- |
| 最高気温記録 °C （°F）                                  | 19.4 (66.9)    | 22 (72)        | 26 (79)        | 29.4 (84.9)    | 33.4 (92.1)    | 37.6 (99.7)    | 40.4 (104.7)   | 39.8 (103.6)   | 32.8 (91)      | 28.3 (82.9)    | 25.4 (77.7)    | 22.5 (72.5)    | 40.4 (104.7)   |
| 平均最高気温 °C （°F）                                  | 3.1 (37.6)     | 6.1 (43)       | 11.3 (52.3)    | 16.4 (61.5)    | 21.3 (70.3)    | 24.6 (76.3)    | 26.7 (80.1)    | 26.2 (79.2)    | 22.3 (72.1)    | 16.2 (61.2)    | 9.3 (48.7)     | 4.4 (39.9)     | 15.7 (60.3)    |
| 日平均気温 °C （°F）                                    | −0.1 (31.8)    | 2.0 (35.6)     | 6.2 (43.2)     | 10.9 (51.6)    | 15.7 (60.3)    | 19.1 (66.4)    | 20.8 (69.4)    | 20.0 (68)      | 16.0 (60.8)    | 10.8 (51.4)    | 5.7 (42.3)     | 1.3 (34.3)     | 10.7 (51.26)   |
| 平均最低気温 °C （°F）                                  | −4.0 (24.8)    | −2.5 (27.5)    | 0.9 (33.6)     | 4.9 (40.8)     | 9.2 (48.6)     | 12.7 (54.9)    | 14.2 (57.6)    | 13.7 (56.7)    | 10.4 (50.7)    | 5.8 (42.4)     | 1.8 (35.2)     | −1.9 (28.6)    | 5.4 (41.7)     |
| 最低気温記録 °C （°F）                                  | −24.3 (−11.7)  | −27.3 (−17.1)  | −18.3 (−0.9)   | −4.4 (24.1)    | −1.8 (28.8)    | 2.5 (36.5)     | 5.4 (41.7)     | 3.7 (38.7)     | −0.6 (30.9)    | −5.6 (21.9)    | −13.5 (7.7)    | −19.8 (−3.6)   | −27.5 (−17.5)  |
| 降水量 mm （inch）                                      | 48.6 (1.913)   | 41.9 (1.65)    | 51.6 (2.031)   | 61.5 (2.421)   | 78.8 (3.102)   | 99.3 (3.909)   | 81.0 (3.189)   | 90.5 (3.563)   | 82.7 (3.256)   | 71.6 (2.819)   | 84.8 (3.339)   | 63.8 (2.512)   | 856.1 (33.705) |
| 平均降雨日数                                            | 10.8           | 10.0           | 11.2           | 12.7           | 13.2           | 13.6           | 10.9           | 10.4           | 9.8            | 10.2           | 12.2           | 12.1           | 137.1          |
| 平均降雪日数                                            | 6              | 5              | 4              | 1              | 0              | 0              | 0              | 0              | 0              | 0              | 2              | 5              | 23             |
| 平均月間日照時間                                        | 59.4           | 95.7           | 140.1          | 175.4          | 234.0          | 243.7          | 281.0          | 256.0          | 186.7          | 130.8          | 65.6           | 44.9           | 1,913.3        |
| 出典1：World Meteorological Organisation (UN)           |                |                |                |                |                |                |                |                |                |                |                |                |                |
| 出典2：Croatian Meteorological and Hydrological Service |                |                |                |                |                |                |                |                |                |                |                |                |                |

## 統計
ザグレブはクロアチア最大の都市で、そのほとんどが市街に居住している。2001年の国勢調査による公式統計では人口は779,145人で、ザグレブ市の推計によれば2006年時点では804,900人に増加している。ザグレブ首都圏の人口は約120万人である。1997年よりザグレブ市は特別市の地位を得て、ザグレブ郡から分離されたが商業や歴史的なつながりは続いている。2001年の国勢調査によれば人口のほとんどはクロアチア人が占めその割合は92%であった。60,066人はマイノリティが占め、セルビア人が18,811人 (2.41%)、ボシュニャク人が6,204人 (0.80%)、ムスリム系が8,030人 (1.02%)、アルバニア人が6,389人 (0.83%)、スロベニア人が3,225人 (0.41%)、モンテネグロ人が2,315人 (0.27%)、ロマが3,946人 (0.55%)、マケドニア人が2,315人 (0.27%)等で、他にもドイツ系などの少数のマイノリティのコミュニティが出来ている。

## 経済

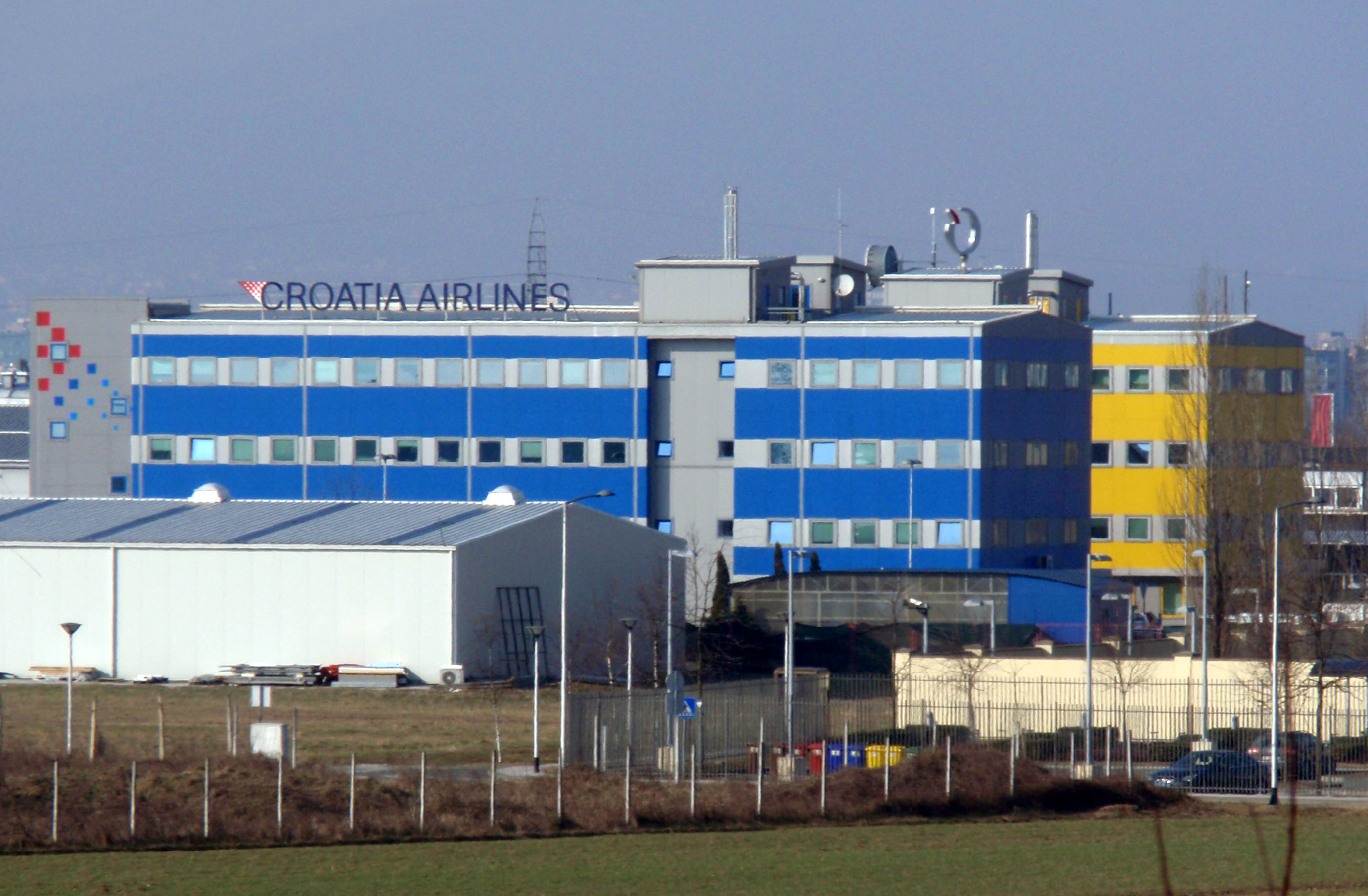
クロアチア航空本社

アルプス地方、ディナル・アルプス地方、アドリア海沿岸地方、パンノニア地方へ伸びるパンノニア平原南西部の、地理的に恵まれた場所にあり、中央ヨーロッパとアドリア海を繋ぐ優れた交通の要衝となっている。交通の上で立地が恵まれていること、産業が集中していること（金属加工、電器、織物、化学、製薬 (Pilva)、印刷、皮革、木材加工、製紙等）、科学研究施設、工業の伝統により、クロアチアの経済の主導的な位置を占めている。 ザグレブは東ヨーロッパの標準から見れば比較的裕福だが、それでも平均収入や物価は西側よりもなお低い。
ザグレブはクロアチアの都市ではもっとも高いGDPを誇り、2005年の1人当たりのGDPは19,132ドルであった。同時期のクロアチア平均は10,431ドルである。2004年の購買力平価は28,261ドルであった。
2008年7月現在の、ザグレブでの平均月収は6,228クーナ（約1,356ドル）で、クロアチア平均は5,234クーナ（約1,140ドル）である。
2006年現在の平均失業率は8.6%であった
。
クロアチアの34%の企業はザグレブに本社を置いており、クロアチアの労働人口の38.4%は銀行や公共部門、公共交通機関を含めザグレブで勤務をしている。2006年現在、ザグレブの企業はクロアチア全体での52%の取引高と60%の利益を生み出し、クロアチア全体での輸出の35%、輸入の57%を占めている
。
ザグレブの2010年の観光客数は60万人以上 で、2011年には10%増加が見込まれているなど、増加傾向にある。

## 歴史

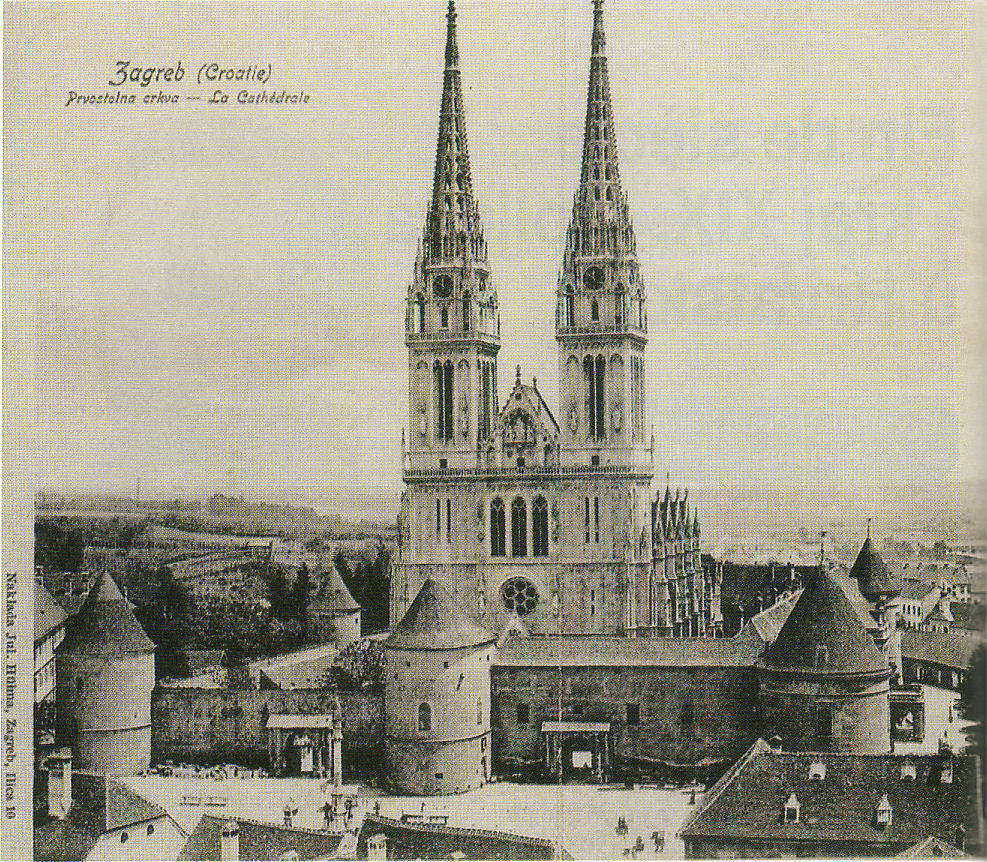
19世紀頃の聖母被昇天大聖堂

先史時代以来、ザグレブとその一帯には人間が居住していた。旧石器時代のヴェテルニツァ洞窟 (Veternica) での発見物や、今のヴェリカ・ゴリツァのスツィタリェヴォ地区 (Scitarjevo) 近くにあるローマ時代の紀元前1世紀に遡るアンダウトニア (Andautonia) の街の遺構がその証拠である。メドヴェドニツァ山脈の斜面には絵のように美しいかつての村（Sestine, Gracani、およびRemete）がネックレスの珠のように市を囲んでいて、今日でも豊かな伝統を守っている（民族衣装、Sestineの傘、ジンジャーブレッドなど）。

### 語源と呼称

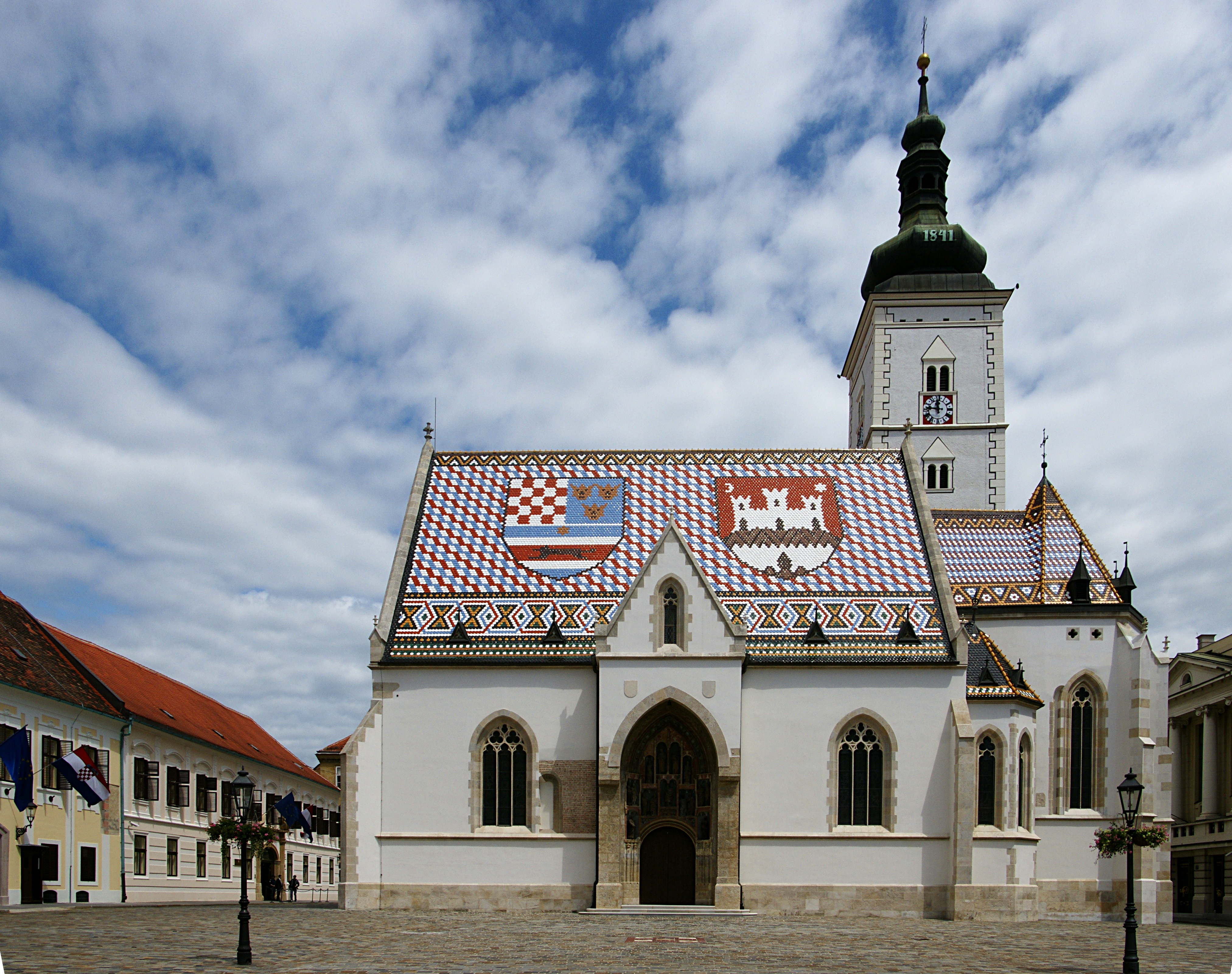
13世紀以来の聖マルコ教会

ザグレブの名が現れたのは1094年頃であるが、その起源についてはあまりはっきりとしていない。クロアチア語で ザグラビティ"zagrabiti" は柄杓を意味し、それを基にいくつかの伝説もある。あるクロアチア人が答えた物には、クロアチアのバン（総督）が喉が渇いた兵士たちを連れて荒地を横切った際、バンは失望から自分のサーベルを地面に突いた所、水が流れ出した為兵士に命じて水を掘らせたとされる。この水を掘り出したとされる伝説は科学者により居住地が設立され、水で満たされた穴やシデgrabaなどから来る名称とする提唱によって支えられている。いくつか提唱されている説には丘を意味する'za breg'や丘の向こう側を意味するものである。現在、中心部の近くにある丘も以前はより近くを流れていたサヴァ川の河岸だったと言う可能性もある。これらの単語から、一つの単語が形成され現在の地名であるザグレブが生まれたとされる。他の伝説ではある支配者がマンダ (Manda) と言う少女に喉が渇いたので、現在は泉であるマデュセヴァツの湖に水を汲みに行かせたとされるもので、"Zagrabi, Mando!" 「マンダ、それをすくって！」のセンテンスから来ているともされるものや、クロアチアのイラン起源説と関連してザグロス山脈と関連付けるものもある。現代のクロアチア語以外での呼称はハンガリー語でザーグラーブ Zágráb、ドイツ語でアグラム Agram、イタリア語でザガブリア Zagabriaである。

### 初期から18世紀まで
ザグレブの名が初めて現れた年、ハンガリー王ラースロー1世はカプトル丘の上に司教区を設けた。それとは別の独立した(砦のような)集落が、近隣のグラデツの丘に出来た。これらの居住地は1242年のタタール侵攻に苦しめられるが、彼らが去った後、ベーラ4世はグラデッツを王の自治市と宣言し大砲を寄贈し、外国の職工を集めた。14世紀から15世紀にかけて、二つの集落は経済的および政治的に競い合った。司教区はグラデッツを破門し、その報復にグラデッツはカプトルに火を放ったりしたものだった。彼らが共に手を取り合ったのは、臨時の大規模経済投機だけだった。例えば3年に一度のそれぞれ2週間続く祭りなど。これら二つの中世の丘グラデッツとカプトルは、1850年、最終的に合併してひとつのザグレブとなり、クロアチアそしてスラヴォニアの政治的中心地となった。2つの地区は、今やこの近代都市の文化的中心を形成している（経済的中心と交通の中心は、それから南に移動したが）。カプトルの司教区は、それからザグレブ大司教区になった。
1669年には大学も設立され、1776年、王国の議会もヴァラジュディンから移された。またグラマースクールの設立や聖カタリナ教会や修道院なども建てられている。17世紀から18世紀にかけ、ザグレブでは大火や疫病などの悪い状況も経験した。

### 19世紀から20世紀

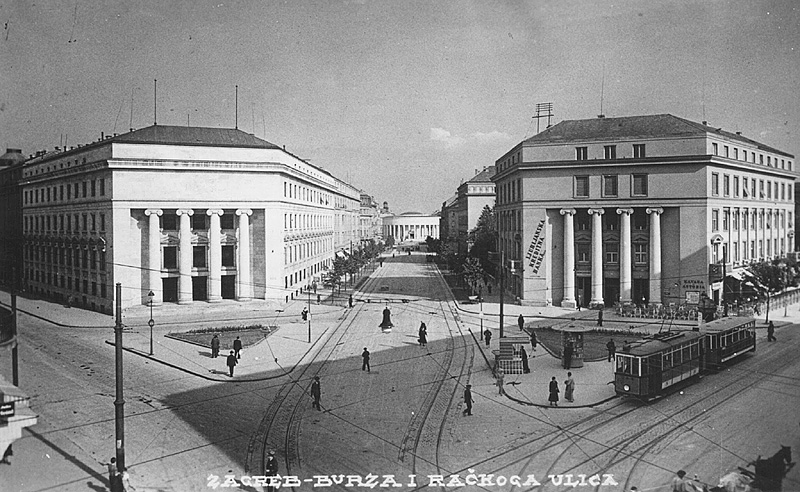
1930年頃のブルザ広場

19世紀のザグレブはクロアチア再生運動（イリュリア運動）の中心地となり重要な文化的、歴史的な団体の創設が見られた。最初の鉄道がザグレブとズィダニモスト (Zidani Most)、シサク間に1862年に開業し、1863年にザグレブではガスも導入されている。ザグレブでの水道の導入は1878年で、馬車軌道によるトラムの導入は1891年からである。鉄道の建設によって、古くからの郊外部分は徐々にドニ・グラードを特徴付ける中央ヨーロッパの都市では広く一般的な規則的なブロックパターンに、吸収されていった。賑やかな中心部では多くを印象付けるモニュメントや公園、多くの博物館、劇場、映画館などが多くあった。発電所が1907年に造られ、1880年から1914年には大いに繁栄した。地震の後、ザグレブの街は今日も続く特徴的な街路となっている。第一次世界大戦後、労働者階級地区が鉄道線路とサヴァ川の間の地域に現れたが、丘の南斜面のメドヴェディツァの住宅地区の建設は戦間期に終えている。1920年代、人口は70%も増加しザグレブ史上最高の伸びとなっている。1926年、最初のラジオ局が開業し放送を開始した。
20世紀の最初の50年間でザグレブは大きく拡大した。第一次世界大戦前、都市や街区は東はスタラ・ペシュチェニツァ (Stara Peščenica)、西はチェルノメレツ (Črnomerec) まで造られている。オーストリア・ハンガリー帝国時代には、ザグレブはドイツ式にアグラムと呼ばれていた。第二次世界大戦中の1941年から1945年まではナチスの傀儡国家であるクロアチア独立国の首都がおかれていたが、同国はドイツの敗戦と共に崩壊した。戦時中、アメリカ軍より爆撃を受けている。

### 第二次世界大戦後以降

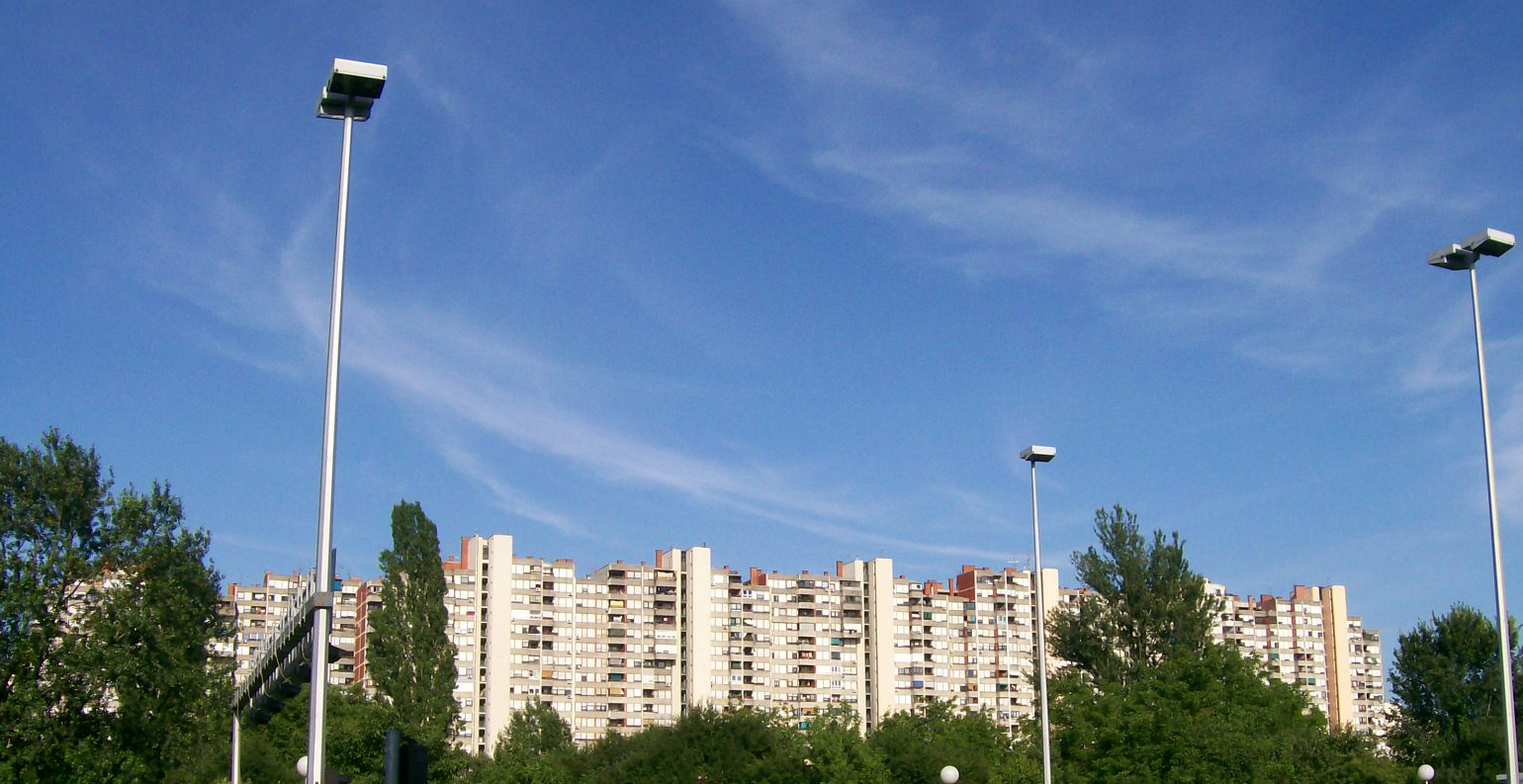
ヨーロッパ最大規模のマムティツァの団地

ユーゴスラビア社会主義連邦共和国となった戦後、1947年にザグレブ見本市が開かれている。
その後、1950年代の中頃からサヴァ川の南に、いわゆるNovi Zagreb（新ザグレブ）と呼ばれる新興住宅地ができた。市街は東西方向にも拡大し、かつてはただの村に過ぎなかったドゥブラヴァ (Dubrava)、ポドシセド (Podsused)、ヤルン (Jarun)、ブラト (Blato) などを飲み込んでいった。貨物鉄道のハブとザグレブ国際空港がサヴァ川の南に作られた。南東にある最大の工業地帯 (Zitnjak) は、サヴァ川とプリゴリェ地方 (Prigorje) の間にある市の東側郊外での工業地帯の拡大を代表する。1987年、ザグレブはユニバーシアードの開催都市となった。1991年から1995年にかけて起こったクロアチア紛争時には散発的な戦闘がユーゴスラビア人民軍 (JNA) のバラック周辺で発生しているが大規模な戦災からは逃れている。しかし、1995年5月にセルビア側の攻撃目標とされ2発のロケット砲の攻撃であるザグレブロケット砲撃に遭い7人の市民が死亡している。

## 都市景観
ザグレブ初の高層ビルはバン・イェラチッチ広場に面して建てられたネボデル (Neboder) で、1957年から1958年にかけて建設され1959年8月22日にオフィスビルとして開業している。当時のユーゴスラビアでは一番高いビルであった。その後、1970年代から1980年代にかけてザグレブでは高層ビルが次々と建てられていった。サヴァスカ通りのザグレブチャンカ(Zagrepčanka,1976年)、ツィボナタワー（1987年）、スリェメ (Sljeme) にあるザグレブテレビタワー（1973年）などがある。2000年代、市議会は新たに計画された多くの高層建築物に対して認可を出しており21世紀に入ってからのザグレブにはユーロタワーやザグレブタワーなど多くの高層ビルが増えている。長年、ザグレブでは10階建て以上の高層建築物の建設は禁止されており、現在見られる高層建築物のほとんどは1970年代から1980年代に遡り、新たな郊外部の住宅は通常4階から8階建てである。制限の緩和により高層建築物は増える傾向にある。

## 行政
クロアチアの憲法によりザグレブは首都として特別市としての地位を得ている。ザグレブでは郡と同等の権利を有し、市の自治とザグレブ郡両方の業務を行っており、ザグレブ郡の郡都はザグレブに置かれている。市の行政機関は市議会と代表としての市長、実行機関としての市役所である。市議会の議員は直接選挙により選出され、前回の2009年に市長は市議会で選出された。2009年から直接選挙に変えられており、市長と市政の構成員は多数票によって選ばれる。市当局の11人の市長候補者の中から議会の多数票によって市長は選ばれる。市長は市政の長で、他に2人の代理者が就く。市の管理機構は12の支所、3つの都市局、行政サービスを担う3つの部署がある。それらは市長と市当局に対し責任を負っている。ザグレブでは17の行政区に組織されており、市行政区委員会によって表されている。
2021年の地方選挙の結果、現在のザグレブ市長はトミスラヴ・トマシェヴィッチ (Tomislav Tomašević) である。市議会は47議席から成っている。勢力は以下の通り。
- 緑＝左派連合 (23)
- クロアチア民主同盟 (6)
- 郷土運動（英語版） (5)
- バンディッチ・ミラン365（英語版） (5)
- クロアチア社会民主党 (5)
- かけはし (クロアチア)（英語版） (3)

### 都市区域
ザグレブの都市区域（クロアチア語: gradska četvrt）は以下の通りである。
| No. | 地区                                                              | 面積 (km²) | 人口 (2011) | 人口 (2001) | 人口密度 (2001) |
| --- | ----------------------------------------------------------------- | ---------- | ----------- | ----------- | --------------- |
| 1.  | ドニィ・グラード(Donji Grad)                                      | 3.01       | 37,123      | 45,108      | 14,956.2        |
| 2.  | ゴルニィ・グラード - メドヴェシュチャク (Gornji Grad – Medveščak) | 10.12      | 31,279      | 36,384      | 3,593.5         |
| 3.  | トルニェ (Trnje)                                                  | 7.37       | 42,126      | 45,267      | 6,146.2         |
| 4.  | マクスミル (Maksimir)                                             | 14.35      | 49,448      | 49,750      | 3,467.1         |
| 5.  | ペシュツェニツァ＝ジティニャク (Peščenica – Žitnjak)              | 35.30      | 56,446      | 58,283      | 1,651.3         |
| 6.  | ノヴィ・ザグレブ＝イストク (Novi Zagreb – istok)                  | 16.54      | 59,227      | 65,301      | 3,947.1         |
| 7.  | ノヴィ・ザグレブ＝ザパド (Novi Zagreb - zapad)                    | 62.59      | 58,025      | 48,981      | 782.5           |
| 8.  | トレシュニェヴカ＝シェヴェル (Trešnjevka - sjever)                | 5.83       | 55,342      | 55,358      | 9,498.6         |
| 9.  | トレシュニェヴカ＝ユグ (Trešnjevka - jug)                         | 9.84       | 66,595      | 67,162      | 6,828.1         |
| 10. | チェルノメレツ (Črnomerec)                                        | 24.33      | 39,040      | 38,762      | 1,593.4         |
| 11. | ゴルニャ・ドゥブロヴァ (Gornja Dubrava)                           | 40.28      | 62,221      | 61,388      | 1,524.1         |
| 12. | ドニャ・ドゥブロヴァ (Donja Dubrava)                              | 10.82      | 36,461      | 35,944      | 3,321.1         |
| 13. | ステニェヴェツ (Stenjevec)                                        | 12.18      | 51,849      | 41,257      | 3,387.3         |
| 14. | ポドスセド＝ヴラプチェ (Podsused – Vrapče)                        | 36.05      | 45,771      | 42,360      | 1,175.1         |
| 15. | ポドスリェメ (Podsljeme)                                          | 60.11      | 19,249      | 17,744      | 295.2           |
| 16. | セスヴェテ                                                        | 165.26     | 70,633      | 59,212      | 358.3           |
| 17. | ブレゾヴィツァ （ザグレブ） (Brezovica)                           | 127.45     | 12,040      | 10,884      | 85.4            |
|     | 合計                                                              | 641.43     | 792,875     | 779,145     | 1,214.9         |

## 交通

### 道路

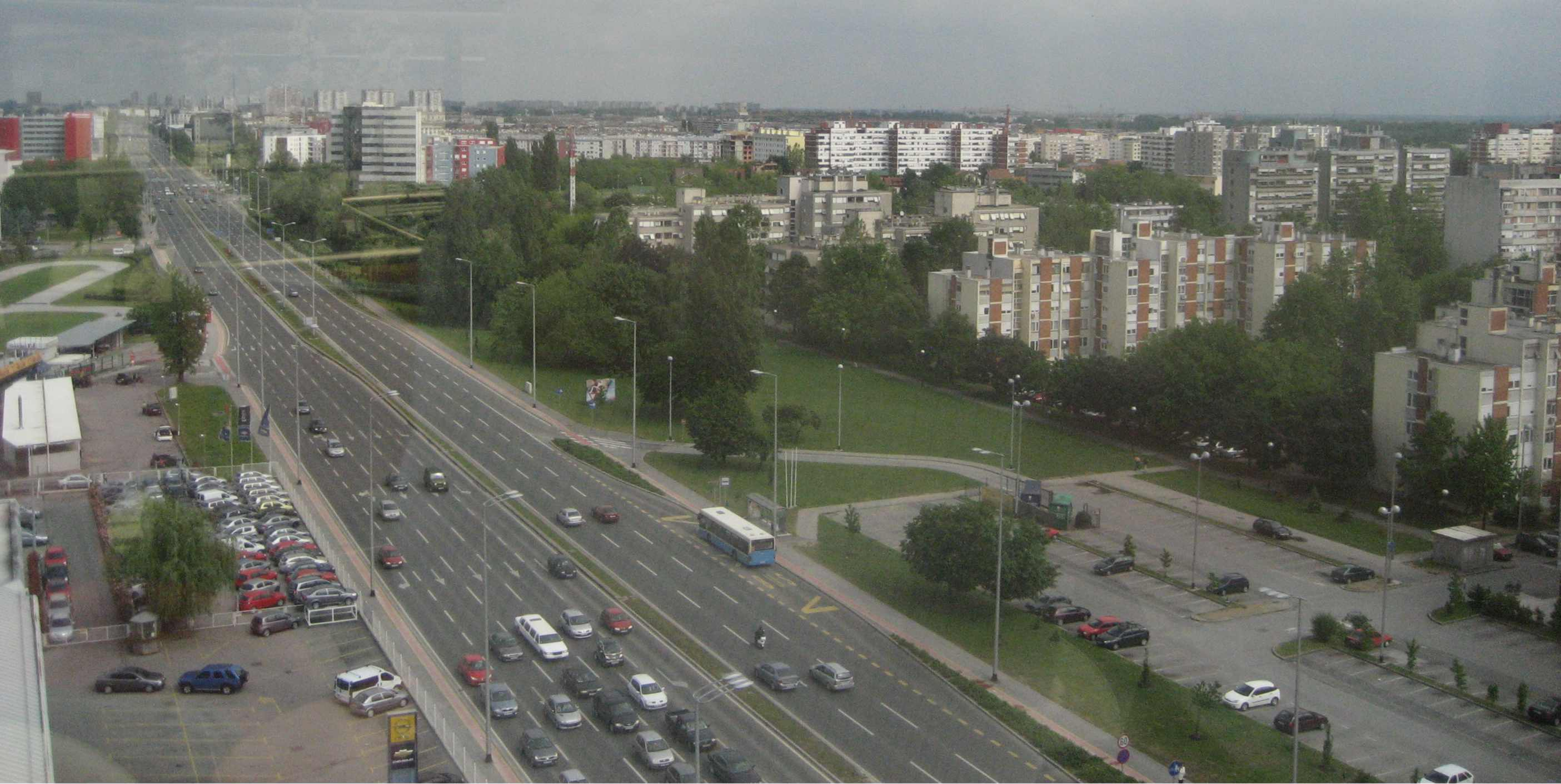
広いザグレバチュカ通り

スラヴォニアを通ってベオグラードへ流れるサヴァ川に沿う鉄道と高速道路は国内で最も速い交通手段である。
この都市は最大4車線の幹線道路と、市のほとんどの部分を囲むザグレブバイパスなどやフル規格高速道路を含む、よく発達した道路網を持っている。市内中央部ではいくぶん渋滞があり、また駐車が問題になっている。歩道に駐車した自動車が歩行者の通行を妨げることがしばしばである。

### 高速道路

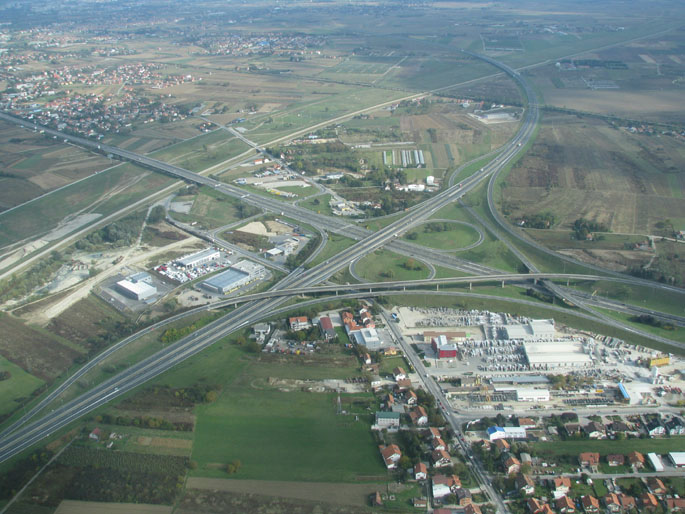
ザグレブバイパス

ザグレブはクロアチアの5つの主要高速道路の要衝で、ここ数年来すべてのクロアチアの高速道路はザグレブを起終点としている。A6号線は2008年10月に改良工事が完了し、リエカと結ばれてこの146.5kmの区間は汎ヨーロッパ回廊5b号線 (Pan-European Corridor Vb) を構成している。改良と同時にA4号線のムラ橋やA4号線に続くハンガリーのM7号線が開業しブダペストとも結ばれリエカ、ブダペスト間での最初の高速道路による交通回廊として開業した。
A1号線はノヴィ・ザグレブのルチェコを起点に、ボシリェヴォ2インターチェンジで始まるA6号線と別れ、ザグレブとスプリトを結んでいる。A1号線はさらにドゥブロヴニク方面に向けて延伸工事が進められている。クロアチアの高速道路当局は両高速道路をアウトツェスタリエカ - ザグレブ (Autocesta Rijeka - Zagreb)、フルヴァツケ・アウトツェステ (Hrvatske autoceste) の2つの政府出資の特殊会社に料金徴収や維持管理を行わせている。
A3号線はユーゴスラビア時代を表す物として、クロアチアでは一番古くからある高速道路で以前は兄弟愛と統一道路と名付けられていた。また、A3号線は汎ヨーロッパ回廊10号線を構成している。A3号線はスロベニアとの国境の町ブレガナを起点としているが、その先さらにスロベニアの高速道路A2号線やオーストリアのアウトバーンA11号線やA2号線、A10号線などへ続いておりリュブリャナやウィーン、ザルツブルク等に達することも出来る。A3号線はザグレブバイパスの南側を構成しており、終点はリポヴァツ近くのセルビアとの国境であるバヤコヴォ (Bajakovo) だが、その先はセルビアの高速道路A1号線(欧州自動車道路70号線)としてベオグラードへ続いている。
A2号線は汎ヨーロッパ回廊10a号線の一部分となっており ザグレブと良く混雑するスロベニアとの国境であるマツェリを結び、連続的にザグレブと西ヨーロッパの間を高速道路クラスの道路網で結んでいる。

### 公共交通

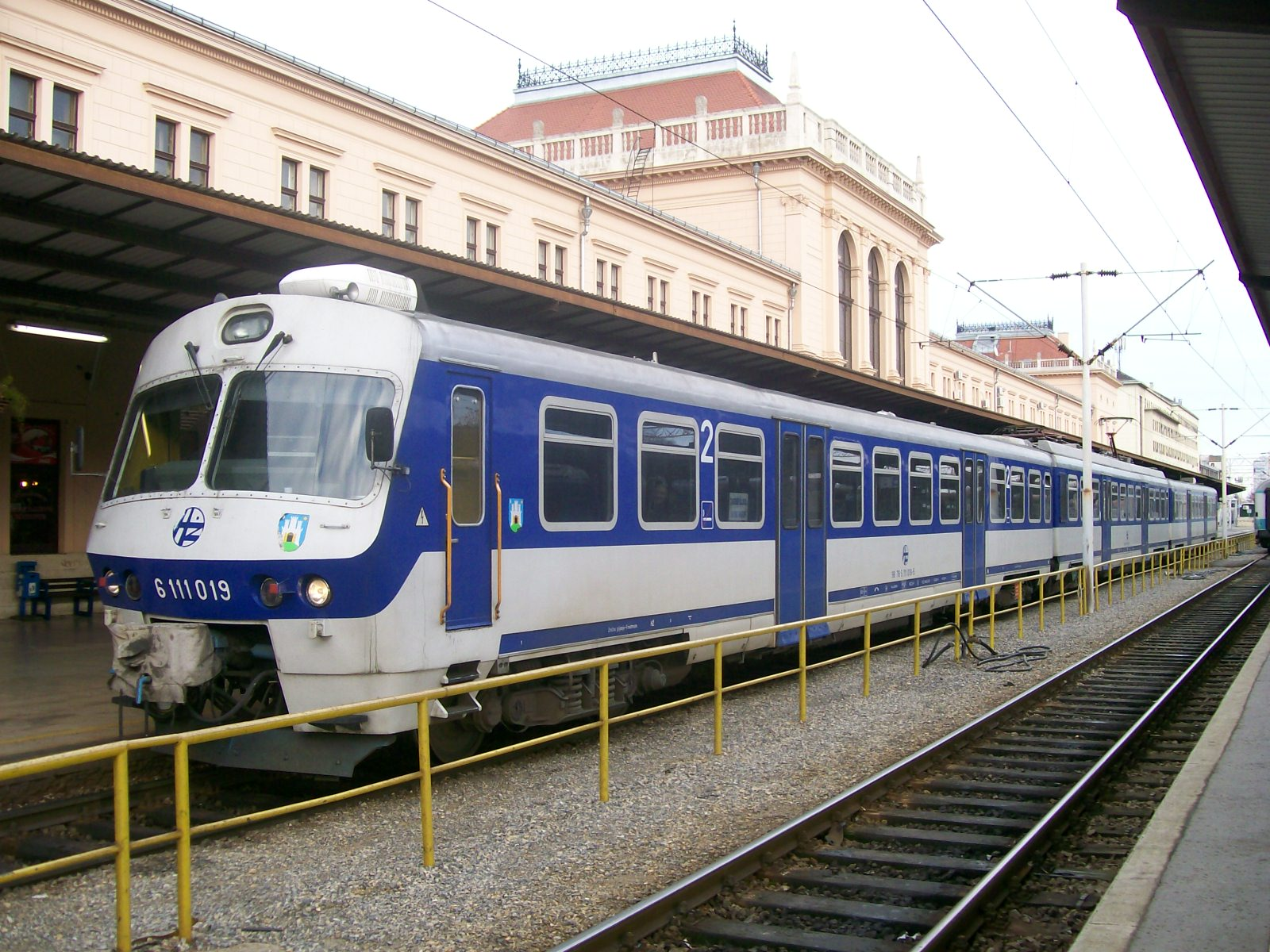
クロアチア鉄道の通勤電車 HŽ 6111

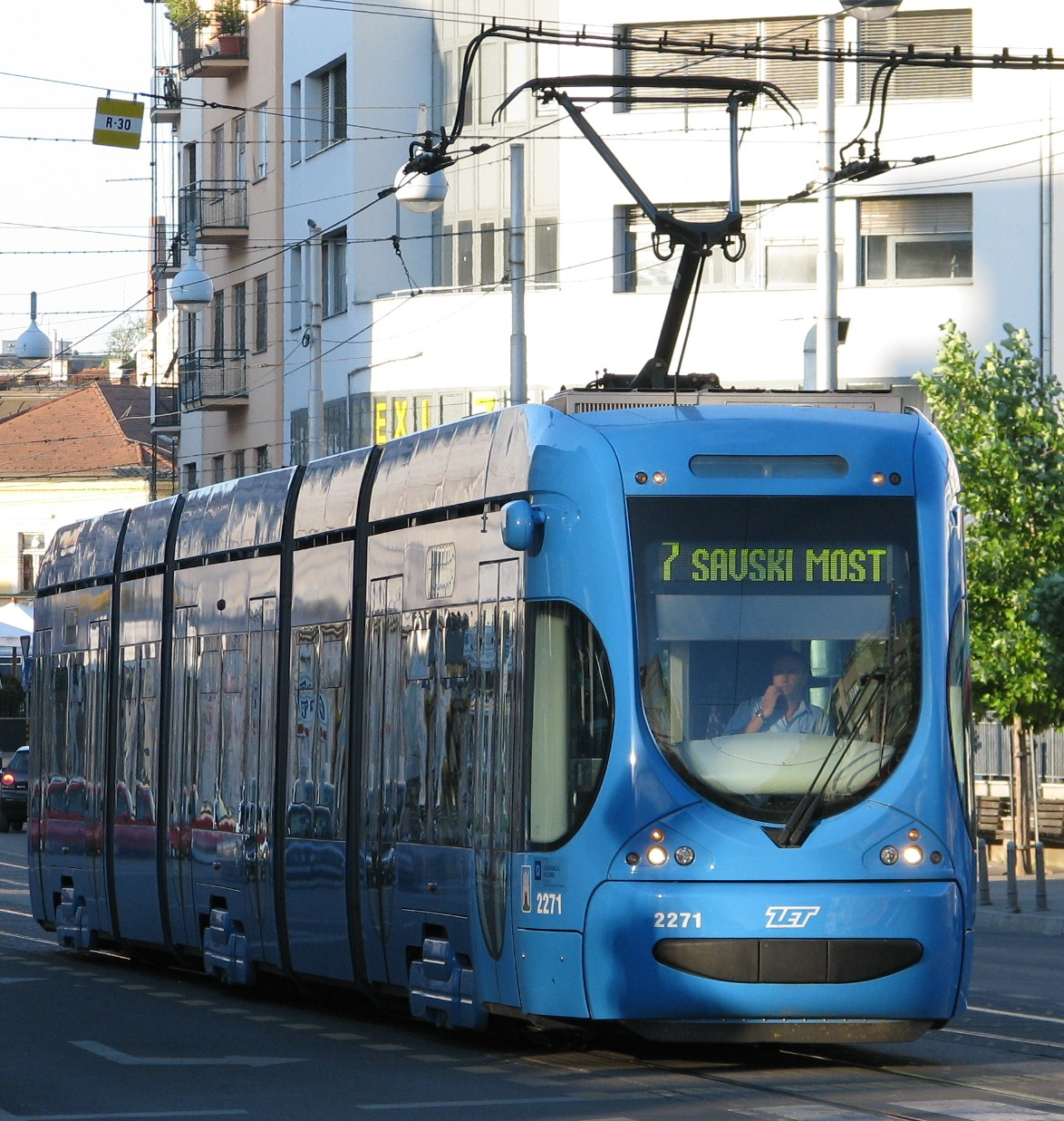
ZET運営の路面鉄道クロトラム (TMK 2200)

ザグレブでの公共交通機関は、二層から成っている：市内はおおむね路面電車がカバーしており、郊外へは路面電車終点でバスが接続していることが多い。公共交通会社ZET,Zagrebački električni tramvaj（ザグレブ電気路面鉄道）は市議会から委託を受けているので、料金は比較的廉価であるが、ピーク時には非常に混雑する。
同じくZETが運営する市の中央近くにある1890年開業のケーブルカーは、市内最古の公共交通機関であるとともに、全長66mで世界最短のケーブルカーと言われ、一種の観光スポットとなっている。
タクシーは数は多く容易に利用できるがクロアチアの他の都市より高額なためあまり一般的ではない。その為、市内と空港を結ぶ手段として使われることが多い。近年では国営の鉄道会社「クロアチア鉄道」がザグレブ都市圏郊外の鉄道網を組織化しようとしているが、2004年の時点では東西方向の一部が組織化されている。

#### 路面電車
ザグレブの路面電車(トラム)の系統は昼間の15系統と夜間帯の4系統が設定されており、市中心部と市中心部に近い郊外部をカバーしている。ザグレブにトラムが最初に開業し運行を開始したのは1891年9月5日からで、それ以来ザグレブでの大量輸送機関として機能している。トラムは通常、最高速度30 - 70km/hで運行されるがラッシュ時間帯などではゆっくりと走っている。路線網は独特でその多くは曲線区間である。現在、旧式の車両をザグレブに本拠地を置く企業コンソシーアム (Končar elektroindustrija) が製造する新たなモダンな車両であるクロトラムとTŽV Gredeljの車両に置き換える計画が進んでいる。"TMK 2200"と呼ばれる70編成の車両が2005年から2007年かけ導入され、さらに70編成の車両を導入する契約がすでに始まっている。

#### 都市圏鉄道
Sバーンのような都市圏鉄道の路線網はザグレブにおいては1992年以来広がっている。2005年にザグレブ中央駅を中心に郊外と結ばれる鉄道では15分間隔での運行が開始された。ザグレブ中心部と東西方向に広がる郊外は都市圏鉄道によって結ばれ、運行回数の増加により通勤者の利便性が向上している。
新たな路線として2009年にサモボルとを結ぶ路線の建設も発表された。この鉄道はクロアチア鉄道によって運行される計画がある。1970年代までザグレブとサモボルを結ぶ狭軌鉄道Samoborčekが存在した。

### 鉄道

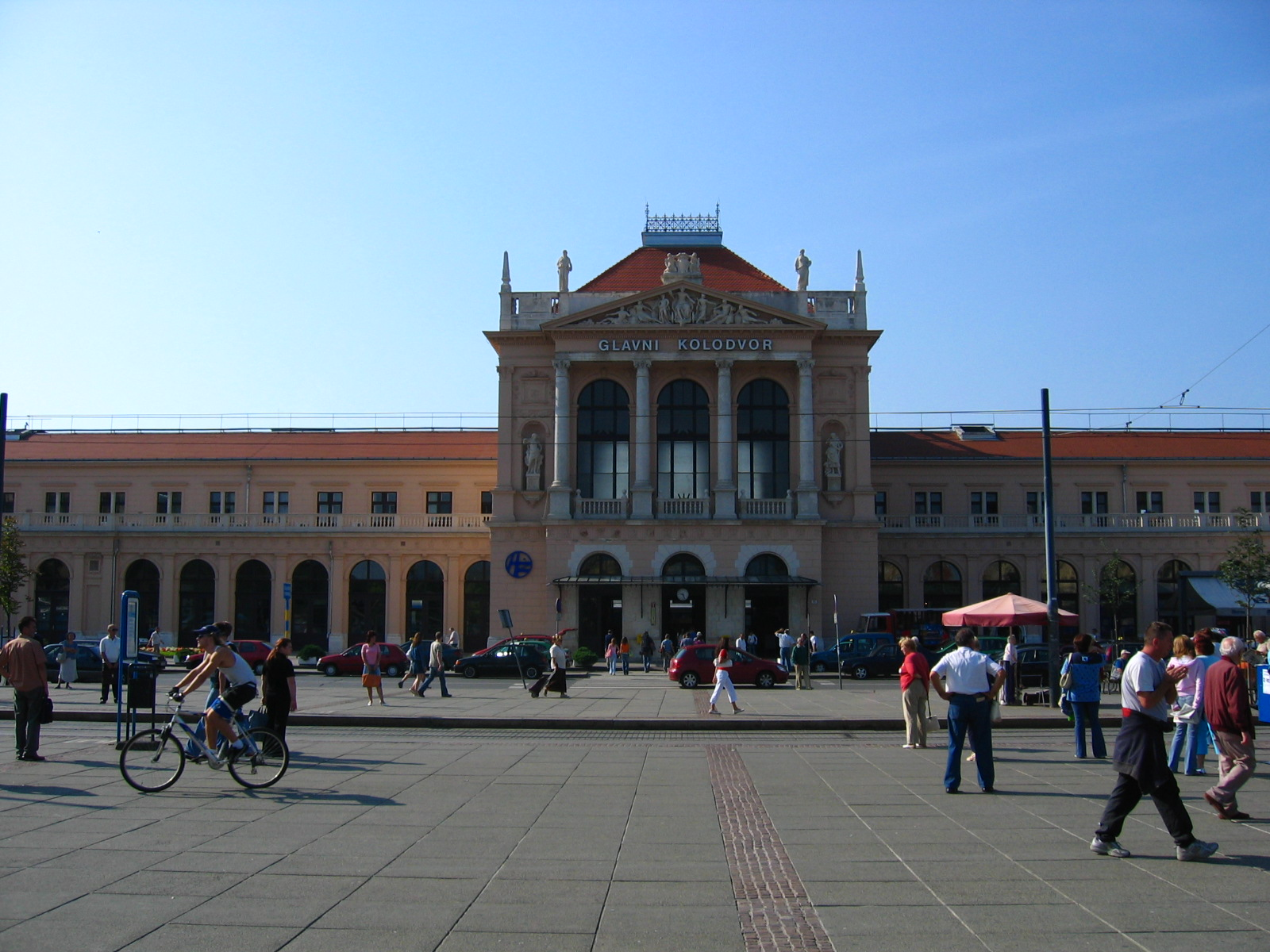
ザグレブ中央駅

ザグレブはクロアチア鉄道にとって重要な結節点である。メインとなるザグレブ中央駅は市中心部の南側のトミスラヴ広場に面した場所にあり、この駅からは国際列車が運行されリュブリャナ（2時間30分）、ブダペスト（6時間）、ベオグラード（6時間）、ウィーン（6時間）と結ばれている。夜行列車も運行されミュンヘンまでは9時間、チューリッヒまでは約14時間かかる。
2004年にはスプリトとの間に振り子式のディーゼル列車が導入され、所要時間が大幅に短縮された。サヴァ川の南側には大規模な貨物操車場が整備されている。

### バス
ザグレブ中心部の南東側にあるバスステーションAutobusni kolodvor Zagrebからはクロアチア国内をはじめ、欧州の主要都市に向けて長距離バスが運行されている。ザグレブ国際空港へ向かう空港連絡バスもこのバスステーションから運行されている。

### 航空
ザグレブ国際空港はザグレブから17km離れた南東部のプレソ (Pleso) に位置しクロアチア航空のハブ空港である。プレソ空港とも呼ばれ、2013年現在、欧州やカタール航空など一部中東の短・中距離便が乗り入れている。クロアチア航空は大型機を保有しておらず、長距離便はチャーター便に限られる。ザグレブ国際空港にはクロアチア軍の主要空軍基地でもあり、戦闘機や軍用ヘリコプターなども常駐する。新しい旅客ターミナルが計画中で、2011年以降現在の機能不足の旅客ターミナルビルを置き換える。2008年より事業が開始された。ザグレブには国際空港の他にルチェコ空港(ICAO: LDZL)があり、スポーツ用の飛行機やクロアチア警察の特殊部隊、陸軍のヘリコプターが常駐する。この空港はザグレブの主要空港として1947年から1959年まで使われていた。

## 文化

### 文化施設
ザグレブの数多くの博物館はザグレブとクロアチアの歴史、美術および文化を反映しているばかりでなく、ヨーロッパや世界のものも収めている。教会と個人所有のものを除き、およそ30件ある博物館、美術館に360万点を越えるさまざまな展示品が収められている。

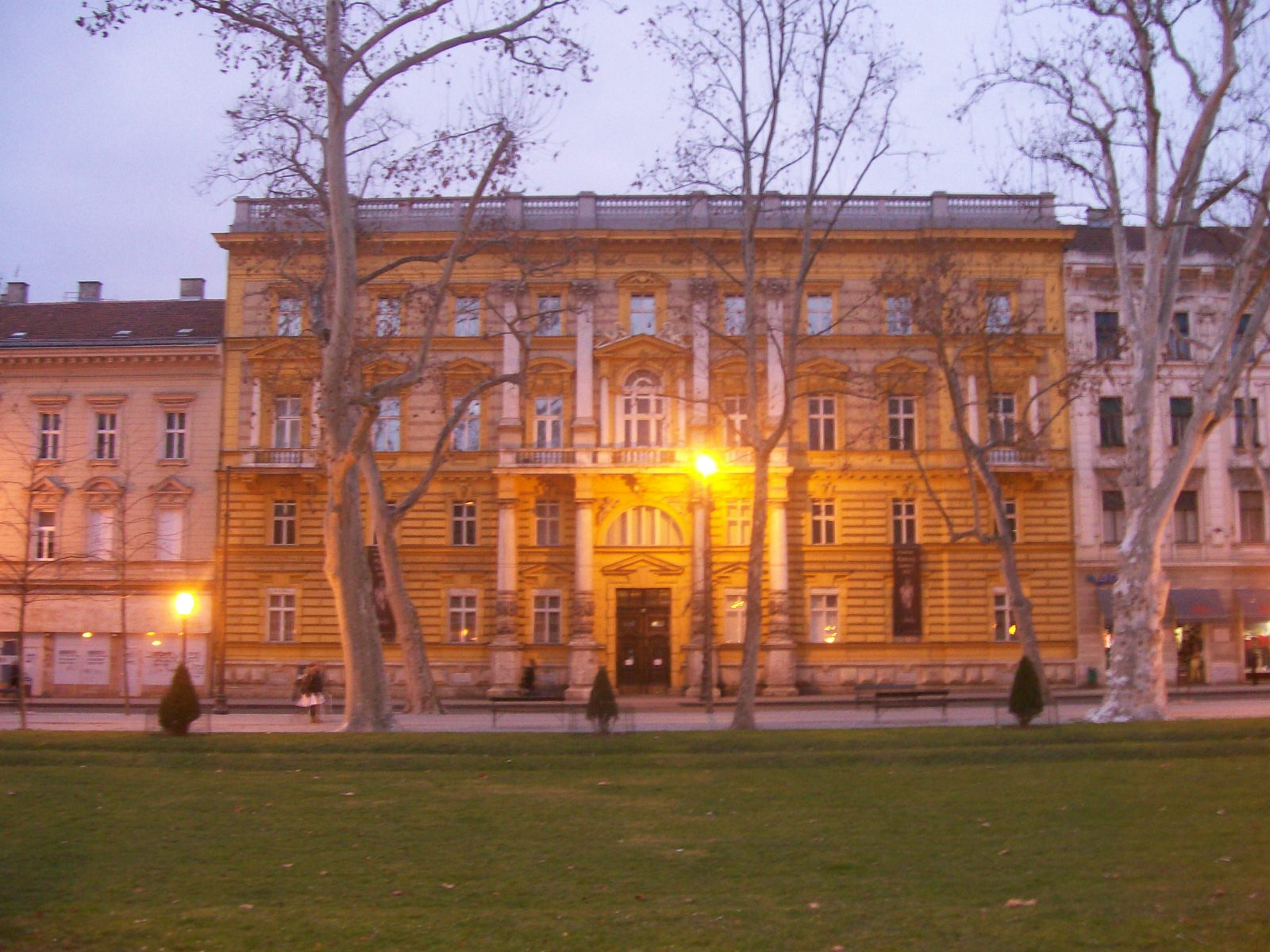
ザグレブ考古学博物館

- ザグレブ考古学博物館（英語版）(19 Nikola Šubić Zrinski Square)には今日、45万種近い考古学的遺産やモニュメントがあり長年にわたり様々な箇所から収蔵された品である。収蔵品の中にはこの地域でのクロアチア人の存在の証拠も含まれている[45]。この博物館が世界に知られることになったきっかけになった極めて珍しいサンプルがある。中でももっとも有名なのは、エジプトコレクション、ザグレブミイラと包帯、世界最古のエトルリア碑文(ライバー・リンテウス（英語版）Liber Linteus Zagrabiensis)、および硬貨のコレクションである。博物館の一角は主にローマ時代に遡る石のモニュメントのコレクションに割り当てられている。

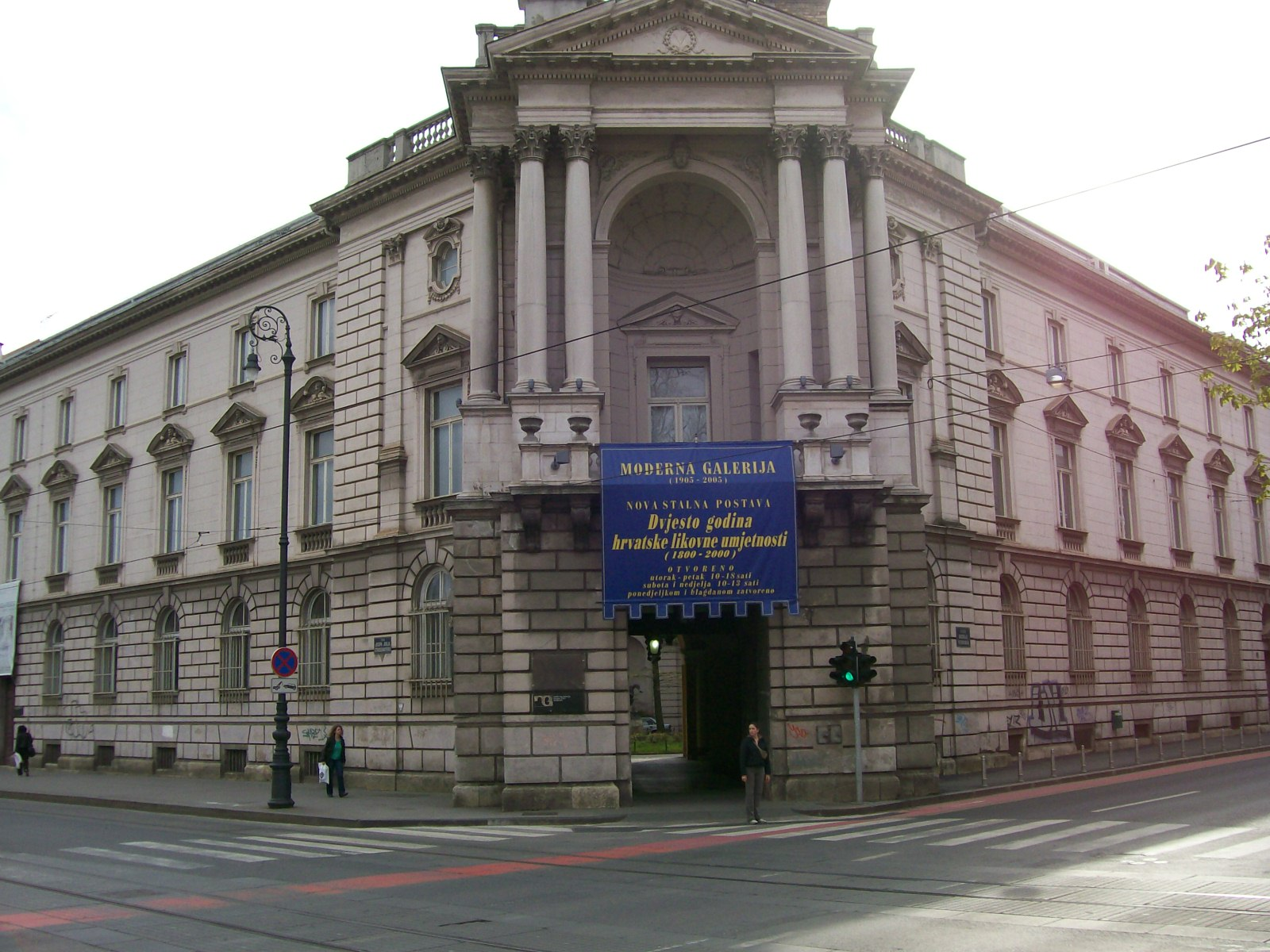
ザグレブ近現代美術館

- ザグレブ近現代美術館（英語版）には19世紀から20世紀にかけての最も重要なクロアチア人芸術家による絵画や彫刻、デッサンが収蔵されている。美術館には1万を超える作品が収蔵されており、1934年以来、ザグレブ中心のヅリンイェヴァツ公園を臨む歴史的なヴラニツザニ宮にある。
- クロアチア自然史博物館（クロアチア語版）にはネアンデルタール人の遺物の世界で最も網羅的なコレクションがある[46]。先史時代のクラピナ人の遺体や石の武器や道具が収蔵されている。自然史博物館には25万を超える様々な標本のコレクションも含まれている。

- ザグレブ技術博物館（英語版）は1954年に設立され、館内には1830年からの古い機械が保存され現在でも動くようになっている。博物館には歴史的な飛行機や自動車、機械、装置などが展示されている。博物館はプラネタリウム、鉱山などそれぞれの分野ごとに分けられている[47][48]。

- ザグレブ市立博物館（英語版）は1907年に歴史文化団体であるクロアチアドラゴン兄弟協会（英語版）Braća hrvatskoga zmajaにより設立された。博物館は以前の1650年のクララ会の女子修道院の復元された歴史的な複合施設（Popov toranj, 天文台, Zakmardi Granary）に位置している[49]。博物館ではザグレブのローマの発見から現代までの文化、芸術、経済、政治史を扱っている。所蔵品は、都市とその歴史に特有の芸術的や日常的なコレクションが体系的に整えられ80,000以上の品から成っている。

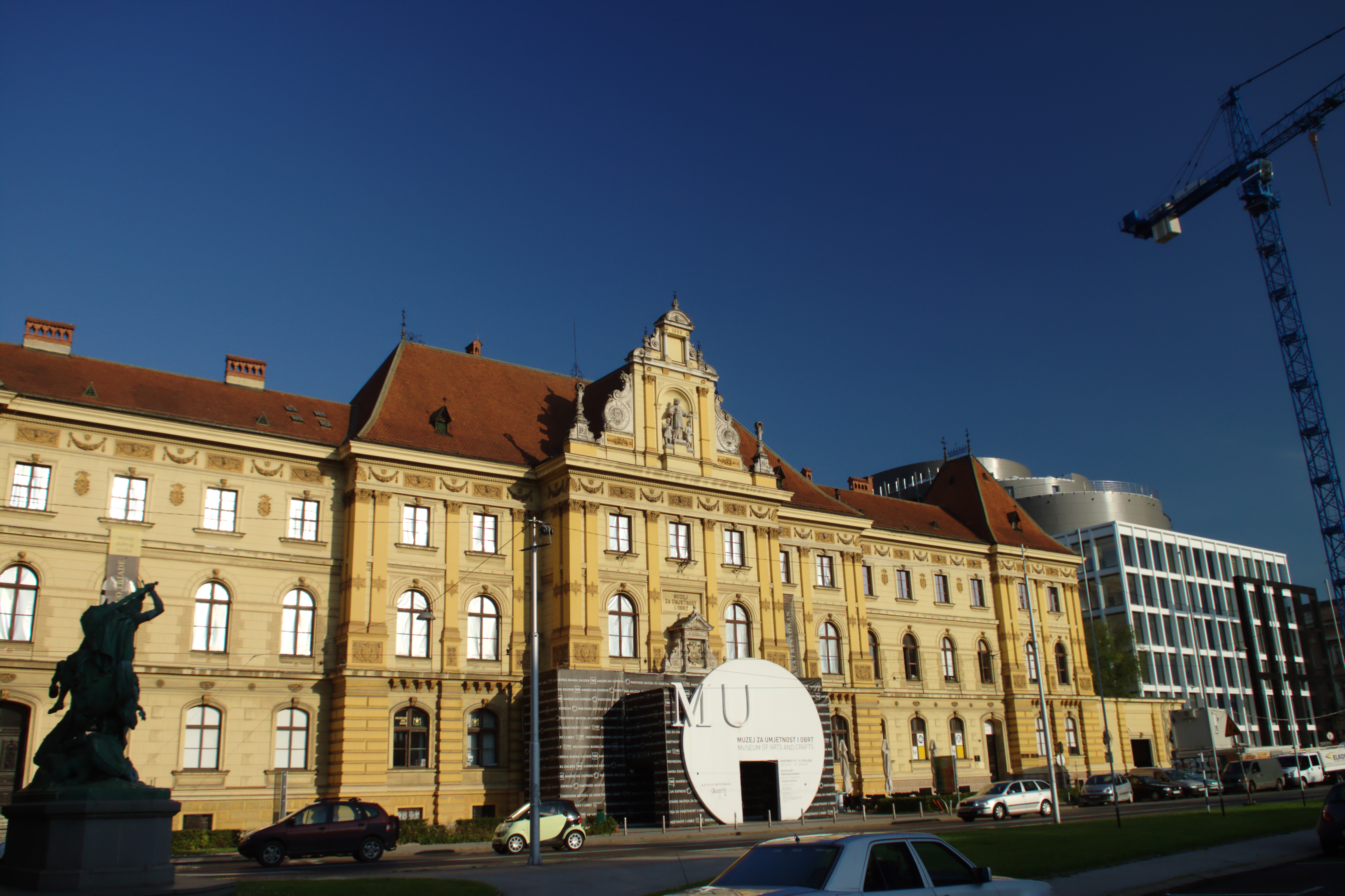
美術工芸博物館

- 美術工芸博物館（英語版）は工業製品の新たな優位性に対する美術工芸運動のなかで芸術や工芸の作品を保存することを意図して1880年に設立された。16万点が収蔵され、美術工芸博物館はクロアチアの芸術的生産と文化に関した国家レベルの博物館である[50]。

- ザグレブ民俗学博物館（英語版）は1919年に設立された。 博物館はかつてトレードホールであった立派な1903年の分離派の建物にある。8万点を超える豊富なクロアチアの民族学的文化財をカバーしており、館内はパンノニア、ディナル、アドリアと3つの文化ゾーンに分けられている[51]。

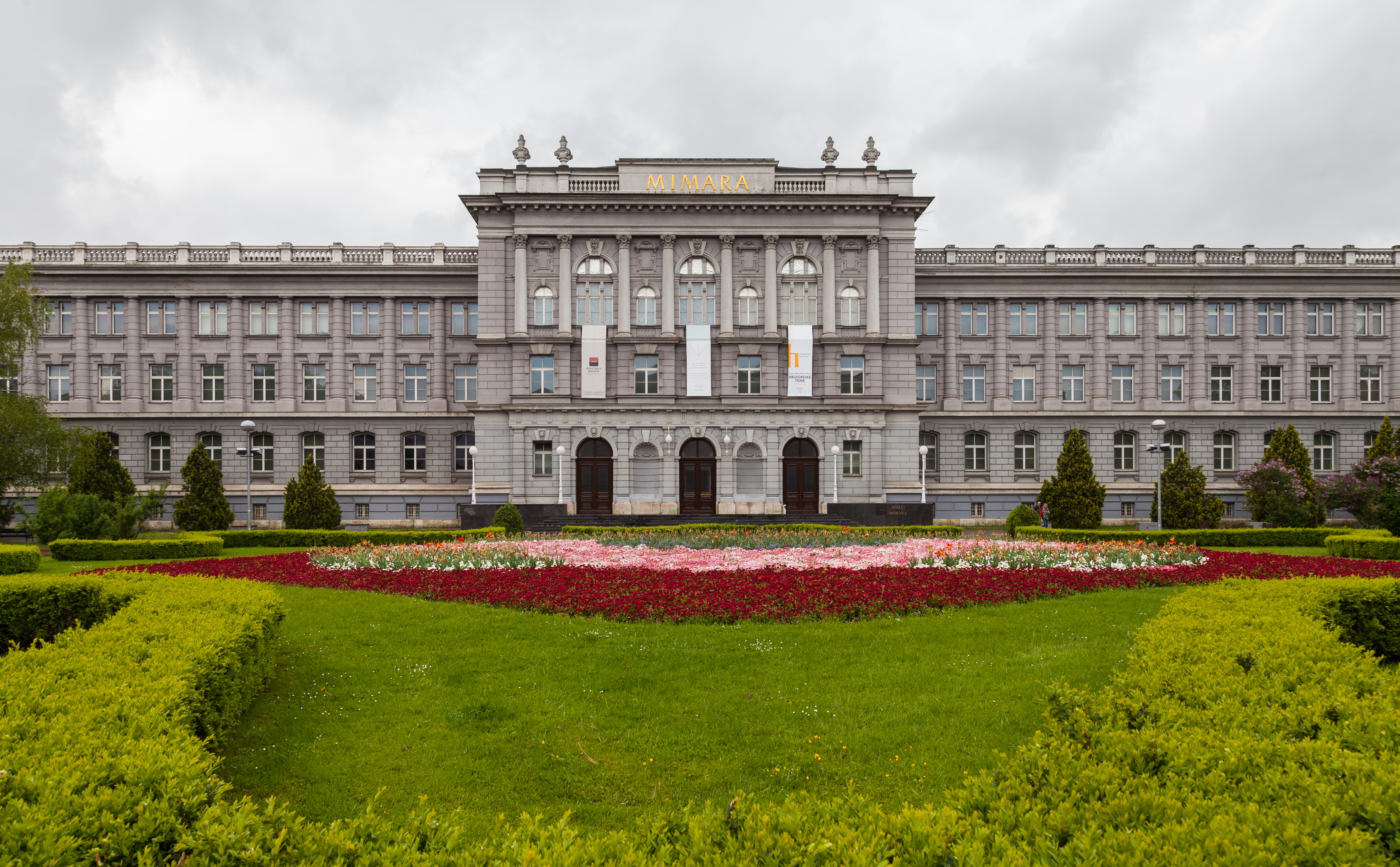
ミマラ博物館

- ミマラ博物館（英語版）はコレクターでベネファクターのアンテ・トピッチ・ミマラ（英語版）の寄付により1987年に開館し一般公開された。19世紀後半のネオルネッサンス建築の邸宅にある[52]。博物館には3,750を超える様々な技法や素材、異なった文化や文明の美術作品が収蔵されている。

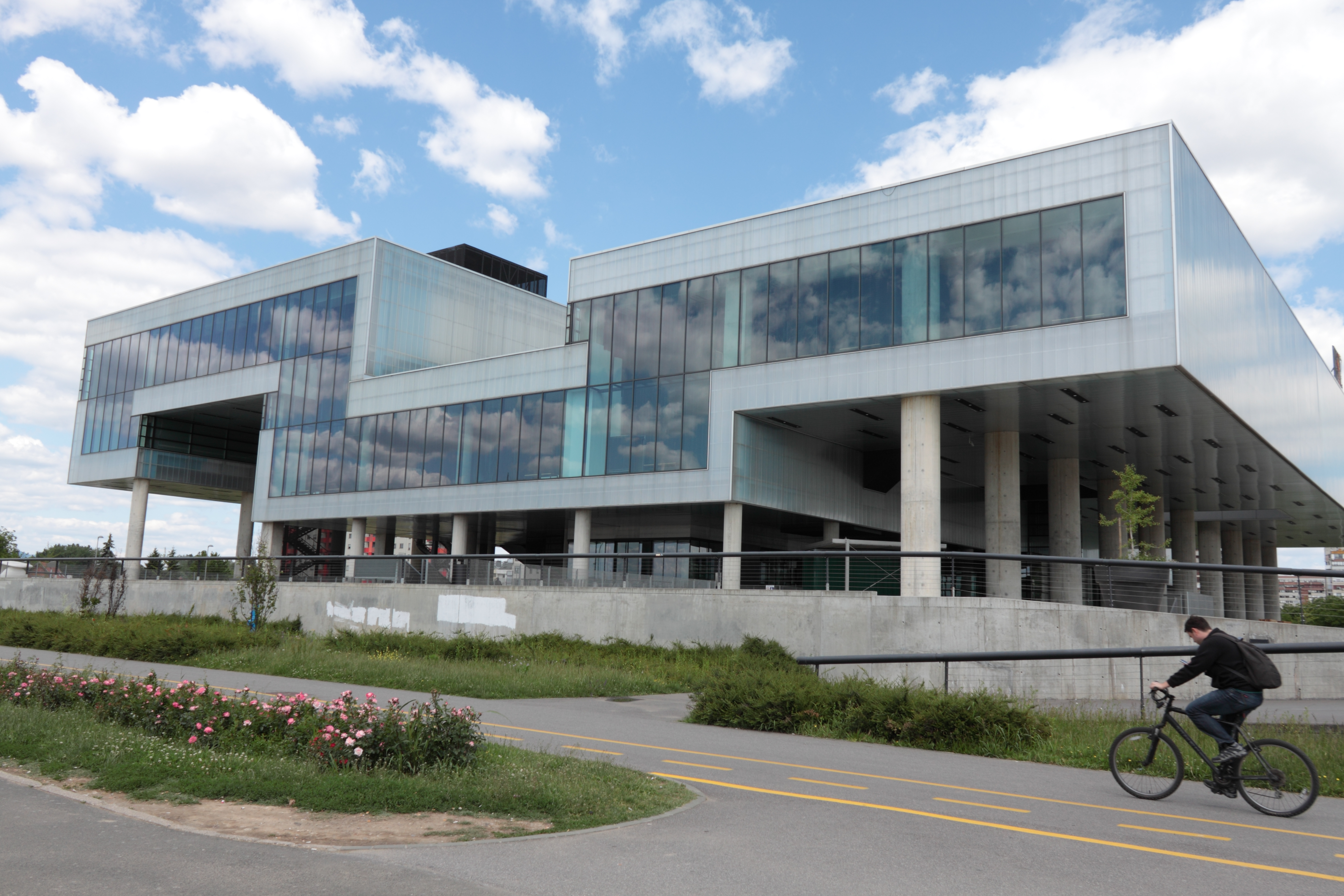
ザグレブ現代美術館

- クロアチアナイーヴアート美術館（英語版）は世界でも最初のナイーヴアート美術館の1つで、20世紀のクロアチアのナイーヴアートの作品を収蔵している。美術館はゴルニィ・グラード（英語版）のラッファイ邸にある。美術館には2,000を超える作品が収蔵されデッサンや版画、彫刻など主にクロアチア人によるものだが、世界的に知られた芸術家の作品も収蔵されている[53] 。

- ザグレブ現代美術館（英語版）は1954年に設立された。新しい館内にはクロアチアや海外の1950年代から現代までの芸術作品が収蔵されている。美術館は装いを新たに2009年にノヴィ・ザグレブ（英語版）に開設された。もともとはゴルニィ・グラードのクルメル邸（2 St. Catherine's Square）にあった[54]。

- ストロスマエル美術館（英語版）は14-19世紀のヨーロッパの絵画を収蔵している[55] 。

- 失恋博物館はかつて恋人同士であった人の思い出の品など失恋に関した品々が展示されている[56][57][58]。この博物館はクロアチアでは最初の私立の博物館である[59]。
- ラウバ（英語版）（Lauba）は私営の美術館で、近現代のクロアチアの芸術や現代の芸術家作品の大規模なコレクションであるフィリップ・トレード・コレクション（英語版）を収蔵展示している[60][61]。

### 演劇

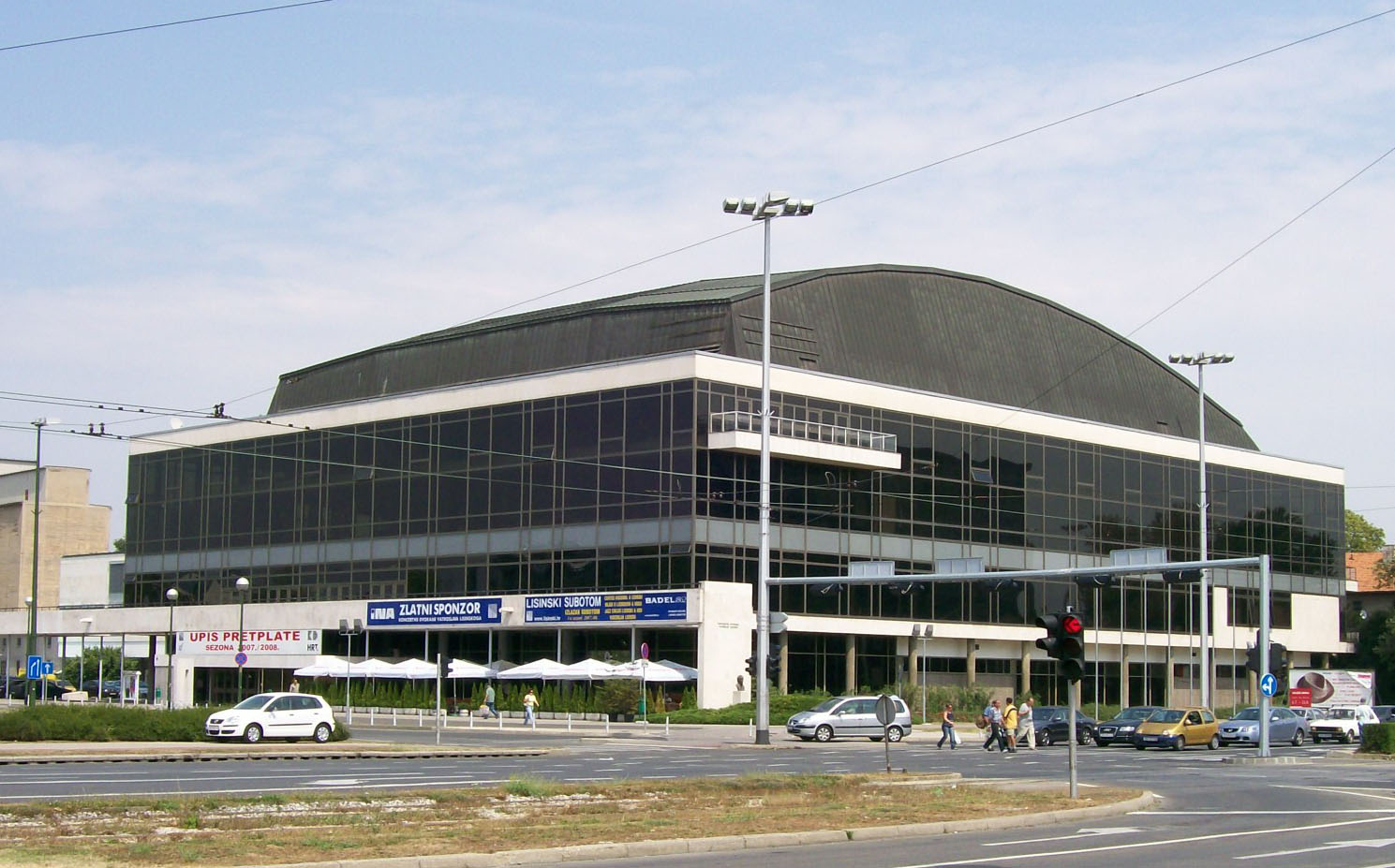
リシンスキコンサートホール

ザグレブには約20の常設や季節的な劇場やステージがある。ザグレブクロアチア国立劇場は1895年に建てられ、フランツ・ヨーゼフ1世によって開かれた。ザグレブでもっとも知られたコンサートホールはヴァトロスラヴ・リシンスキコンサートホールで初のクロアチアのオペラ作曲家であるヴァトロスラヴ・リシンスキ（1819-1854）に因んで1973年に建てられた。

### 催しもの
アニマフェストAnimafestは国際的なアニメ映画の祭典で偶数年に開催され、ミュージック・ビエンナーレ Music Biennialeは国際的な前衛的な音楽の祭典で毎回奇数年に開催されている。毎年開催されるザグレブドックスZagrebDoxはドキュメンタリー映画の祭典である。ザグレブオーケストラ祭や花の展示会であるFloraart、Old-timer Rally も毎年行われている。夏には上町のゴルニィ・グラードで演劇やコンサートが屋内外で開催されている。オパトヴィナOpatovinaではシアターイベントであるZagreb Histrionic Summerが開催される。
ザグレブではまたザグレブフェストZagrebfestと呼ばれるクロアチアでは最古のポップ・ミュージックの音楽祭が開催される他、国際的な伝統あるスポーツイベントやトーナメントも開催されている。Day of the City of Zagrebは11月16日に毎年開催される特別な祭典で、特にヤルン湖周辺で催されている。

## 教育

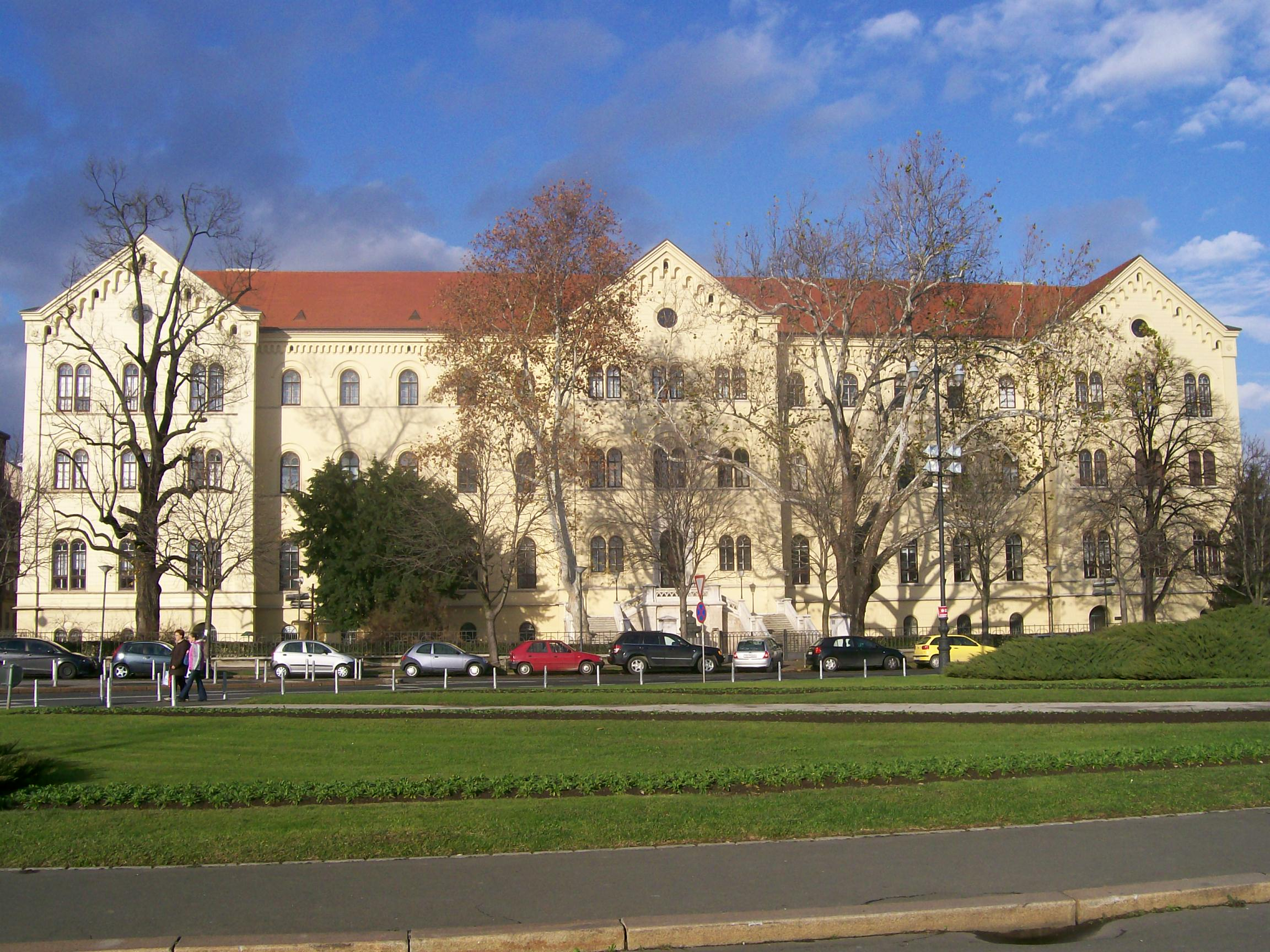
ザグレブ大学法学部

ザグレブには136校の小学校と30のギムナジウムを含む100校の中等教育学校がある。また市内には5つの公立の高等教育機関と9つの私立のプロの高等教育の学校がある。

### 大学
ザグレブ大学は1669年に設立された現存するクロアチアの大学の中では最古の大学で、南東ヨーロッパでも古い大学の一つである。大学は成長を続け、21世紀初頭には、28の学部と3つの芸術学院、教員学院、クロアチア研究センターを擁する総合大学となっており、それまでに20万人を超える学生がこの大学で学位を取得し、18,000人が修士を取得し、8,000人が博士号を取得している。
2011年、ザグレブ大学は世界のベスト500の大学の中に含まれている。

## スポーツ
ザグレブには多くのスポーツやレクレーション施設があり、ヤルンスポーツセンターは市の南西にあるヤルン湖に位置し、砂浜と世界クラスのレガッタコースや湖周囲のジョギングレーンがある。ドム・スポルトヴァは北部のトレシュニェヴカにあるスポーツの中心で6つのホールを特徴としている。2つの最大の施設はそれぞれ7,358人 と3,900人を収容することが出来る。主にバスケットボールやハンドボール、バレーボール、ホッケー、体操、テニスなど様々な屋内競技に使われている他、コンサートにも使われる。

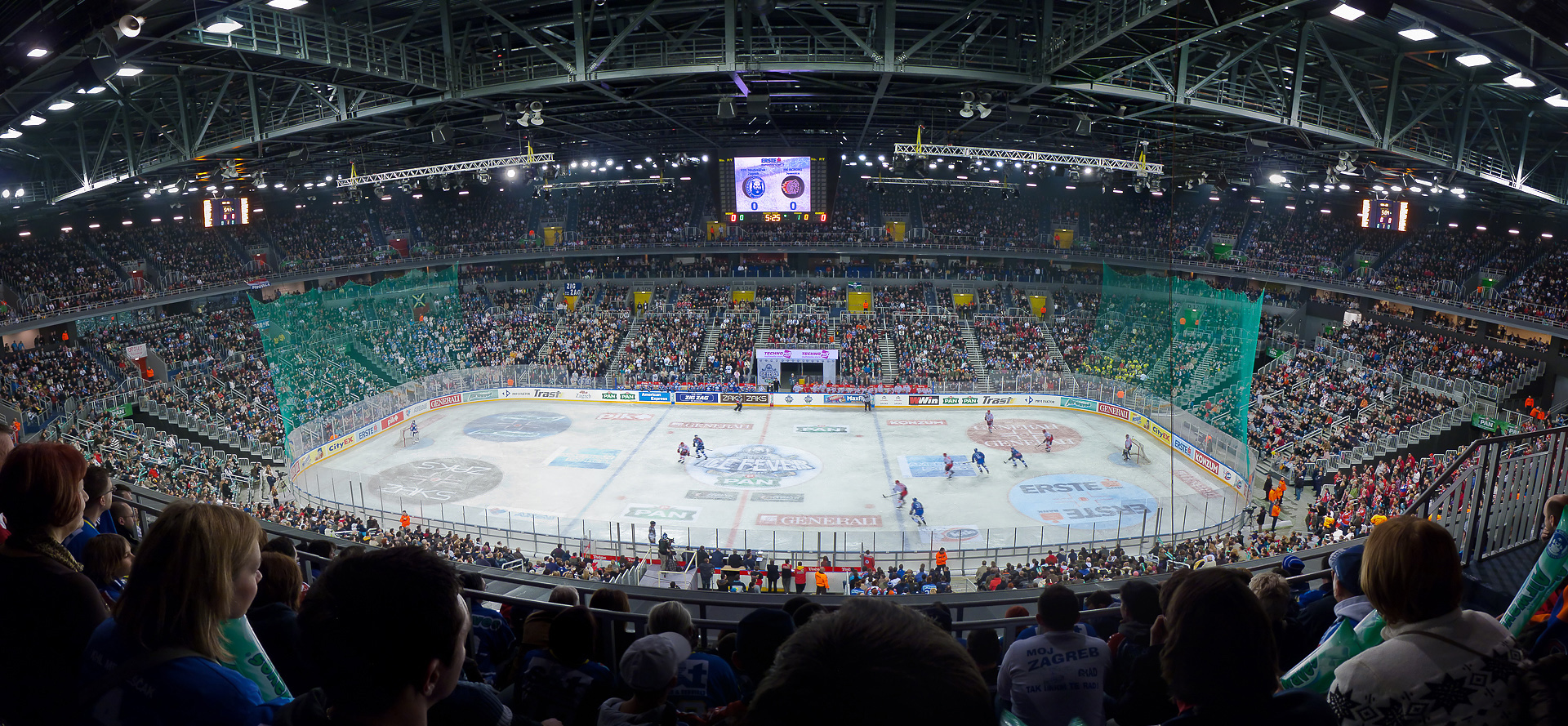
アリーナ・ザグレブでのアイスホッケーの試合

アリーナ・ザグレブは2008年に完成し、アイスホッケーやバレーボールでは16,200人 の収容が可能で、2009年には2009年世界男子ハンドボール選手権が開催された。
ドラジェン・ペトロヴィッチバスケットボールホールは5,400人が収容可能で、高さ94mの高層ビルツィボナタワーの並びにある。ムラドストスポーツパークはサヴァ川沿いにあり、オリンピックサイズ・プールと小さな屋内外のプール、日光浴用のテラス、16のテニスコートやバスケットボール、バレーボール、ハンドボール、サッカー、フィールドホッケーのコートがある。

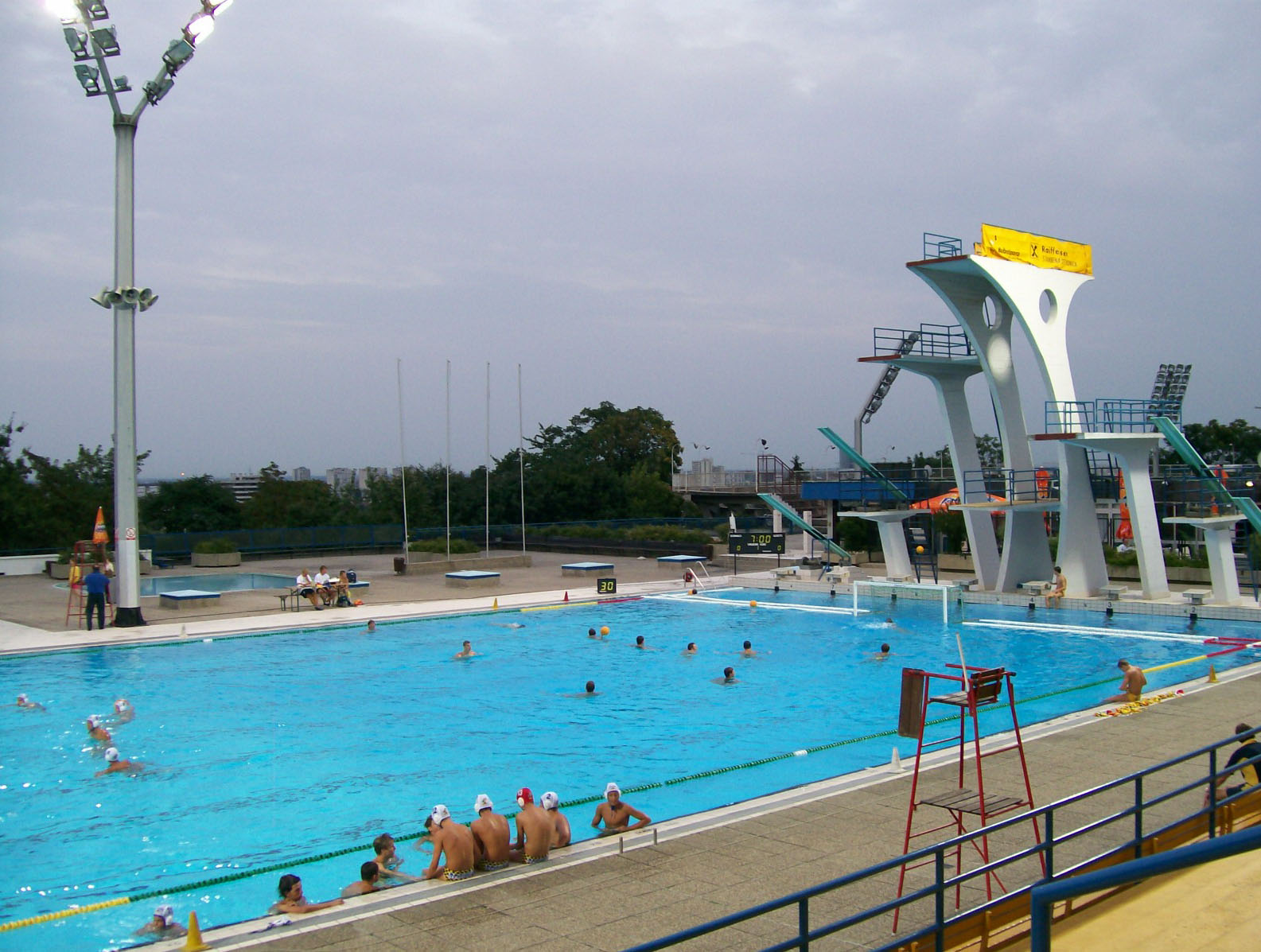
シャラスポーツレクリエーションセンター

シャラタスポーツレクリエーションセンターはシャラタにあり、イェラチッチ広場Trg bana Josipa Jelačićaからは僅か数百メートルの場所にあり、テニスプレーヤーには最も魅力的である。センターには大きなテニスコートと8つの小さなコートがあり、そのうち2つはバルーンで覆われ他の2つは照明が備えられている。その他にもスイミングプールやバスケットボールコート、サッカー場、ジム、フィットネスセンター、4つのボーリングレーンが備えられている。
マクスミルテニスセンターはドニィ・グラードの東側のラヴェノウスにあり2つのスポーツ施設の区画で構成されている。1つは4つのコートを備えるテニスホールから成るテニスセンターで、22の照明施設を備えた屋外テニスコートもある。他の区画は多目的のスポーツ施設でテニスコートとは別に、ハンドボールやバスケットボール、インドア・サッカーのグラウンドや陸上競技施設、ボッチボール場、卓球などがある。

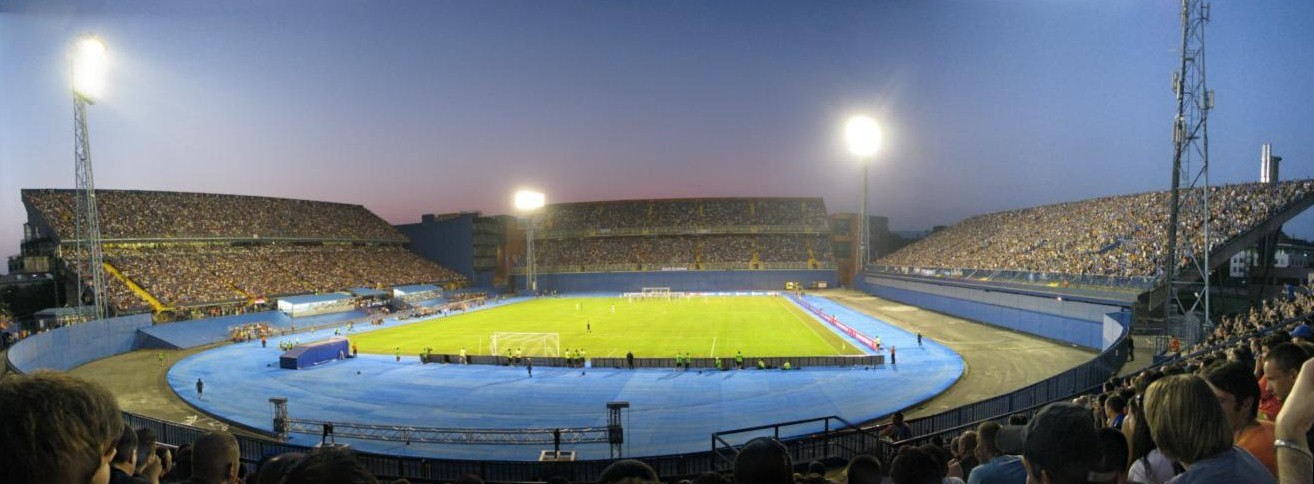
スタディオン・マクシミール

38,079人 を収容可能なスタディオン・マクシミールは改修が行われている。スタジアムは市の北東部のマクシミールに位置する。スタジアムは巨大なすベティツェレクレーショナル・スポーツコンプレックス (ŠRC Svetice) の一部でマクスミール公園の南側にある。コンプレックスは276,440 m2 (68エーカー)あり、メドヴェドニツァ山から北から南へ向かって来る緑地の重要な一部である。2000年代に入ってから完成したレクレーション施設にはブンデクがあり、ノヴィ・ザグレブのサヴァ川近くの小さな湖の一群で、部分的に森林公園囲まれている。この場所は1970年代以前まで使われていたが、その後打ち捨てられていた。2006年に再改修されている。
ザグレブの著名なスポーツクラブにはサッカーのNKディナモ・ザグレブ、アイスホッケーのKHLメドヴェシュチャク・ザグレブ、ハンドボールのRKザグレブ、バスケットボールのKKツィボナ、KKツェデヴィタなどがある。

## 国際関係

### 姉妹都市
ザグレブは以下の都市と姉妹都市の関係にある。
| - マインツ, ドイツ (since 1967) - サンクトペテルブルク ロシア (since 1968) - トロムソ, ノルウェー (since 1971) - リスボン, ポルトガル (since 1977) - ピッツバーグ, アメリカ (since 1980) | - アーメダバード, インド (since 1962) - ブエノスアイレス, アルゼンチン (since 1972) - 京都市, 日本 (since 1972) - 上海市, 中国 (since 1980) - ボローニャ, イタリア (since 1963) - ブダペスト, ハンガリー (since 1994) | - ウィーン, オーストリア (since 1994) - サラエヴォ, ボスニア・ヘルツェゴビナ (since 2001) - リュブリャナ, スロベニア (since 2001) - ロンドン, イギリス (since 2009) - ラパス, ボリビア (since 2000) - プリズレン, コソボ |

### 提携都市
以下の都市と提携関係を結んでいる。
| - クラクフ, ポーランド (since 1975) - ティラナ, アルバニア. |